# Sécheresse
Pour les articles homonymes, voir Sécheresse (homonymie).

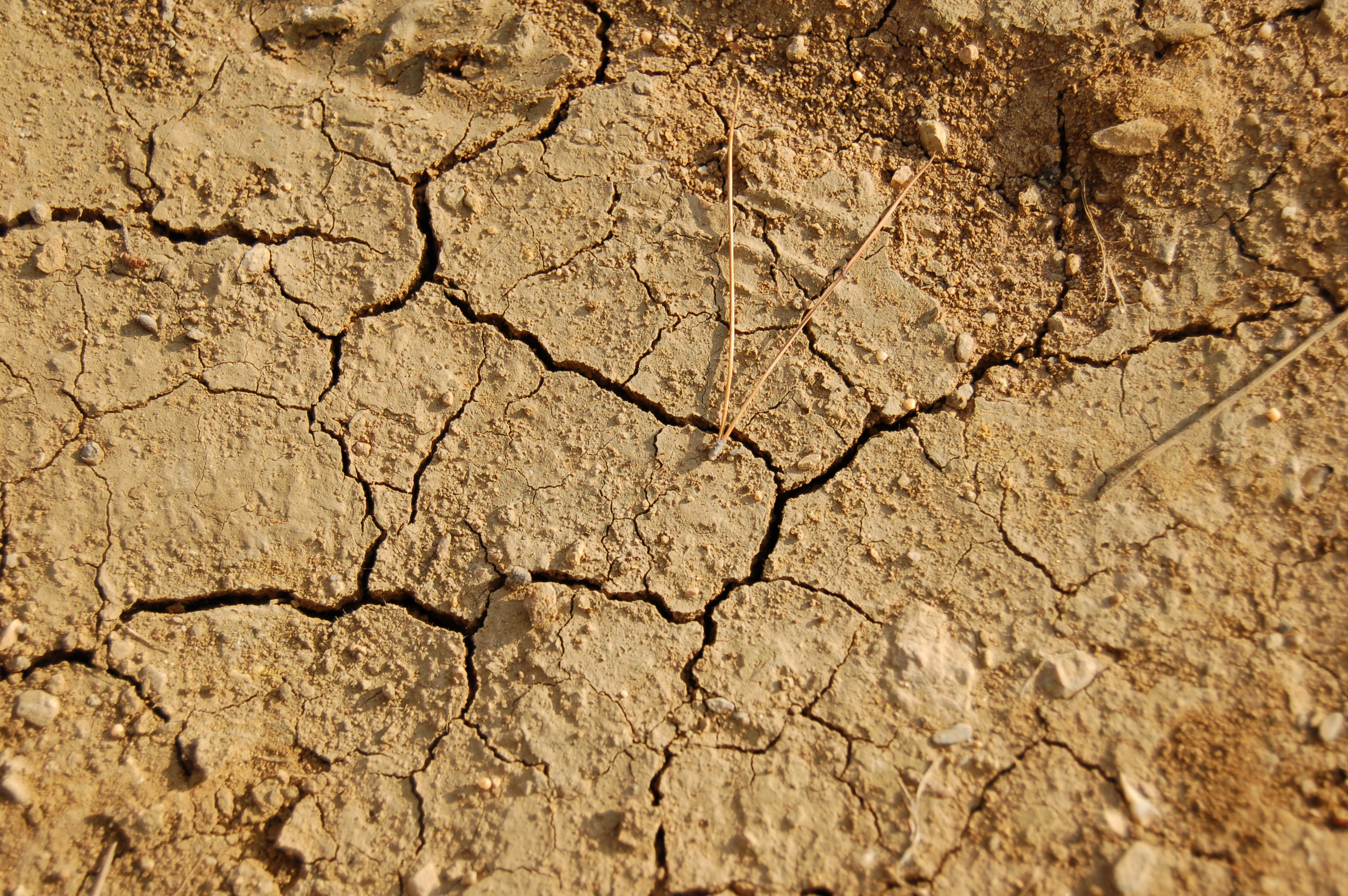
Sol asséché à Toulon : les fentes ou craquelures de dessication apparaissent.

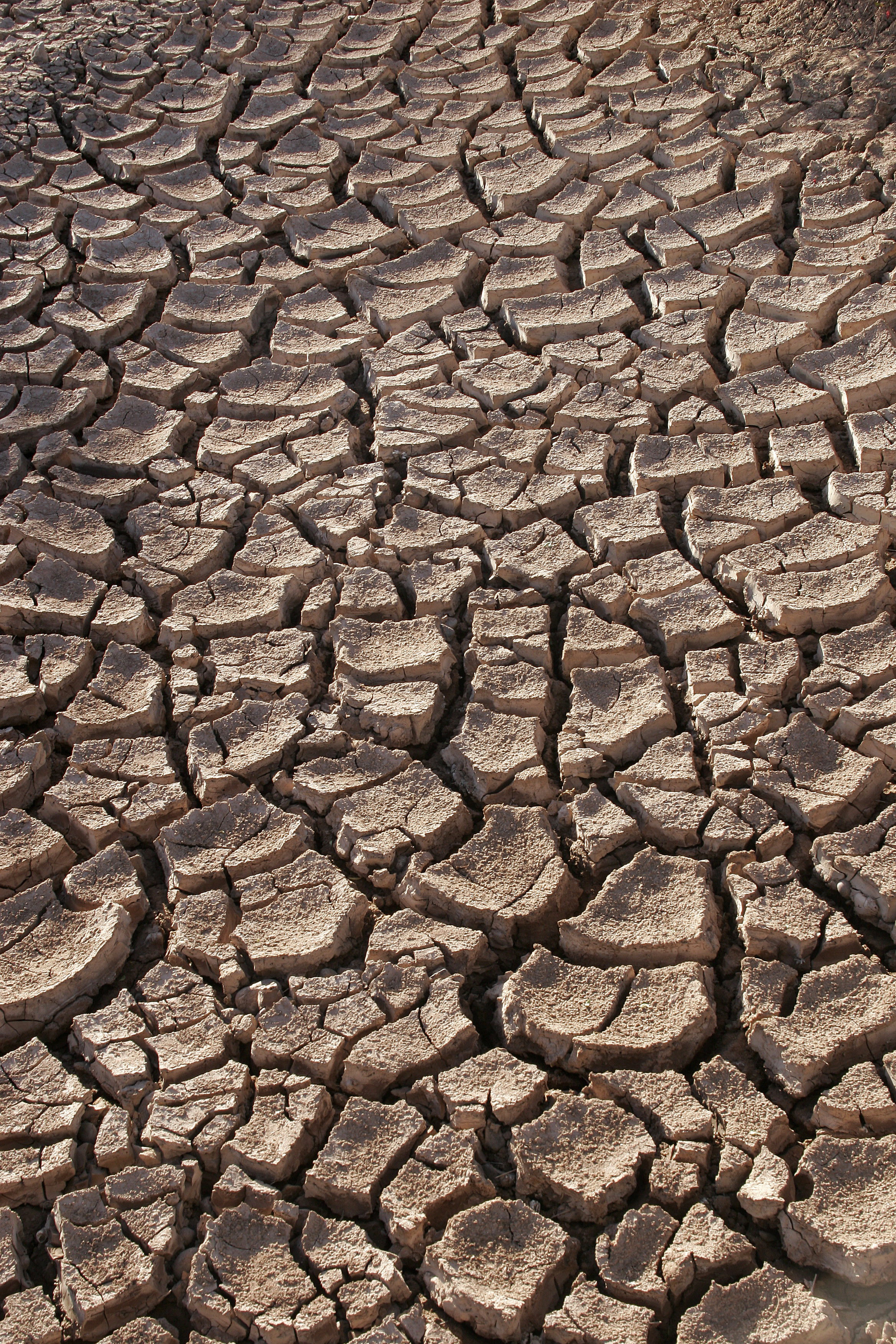
Polygones de dessication dans le désert de Sonora.

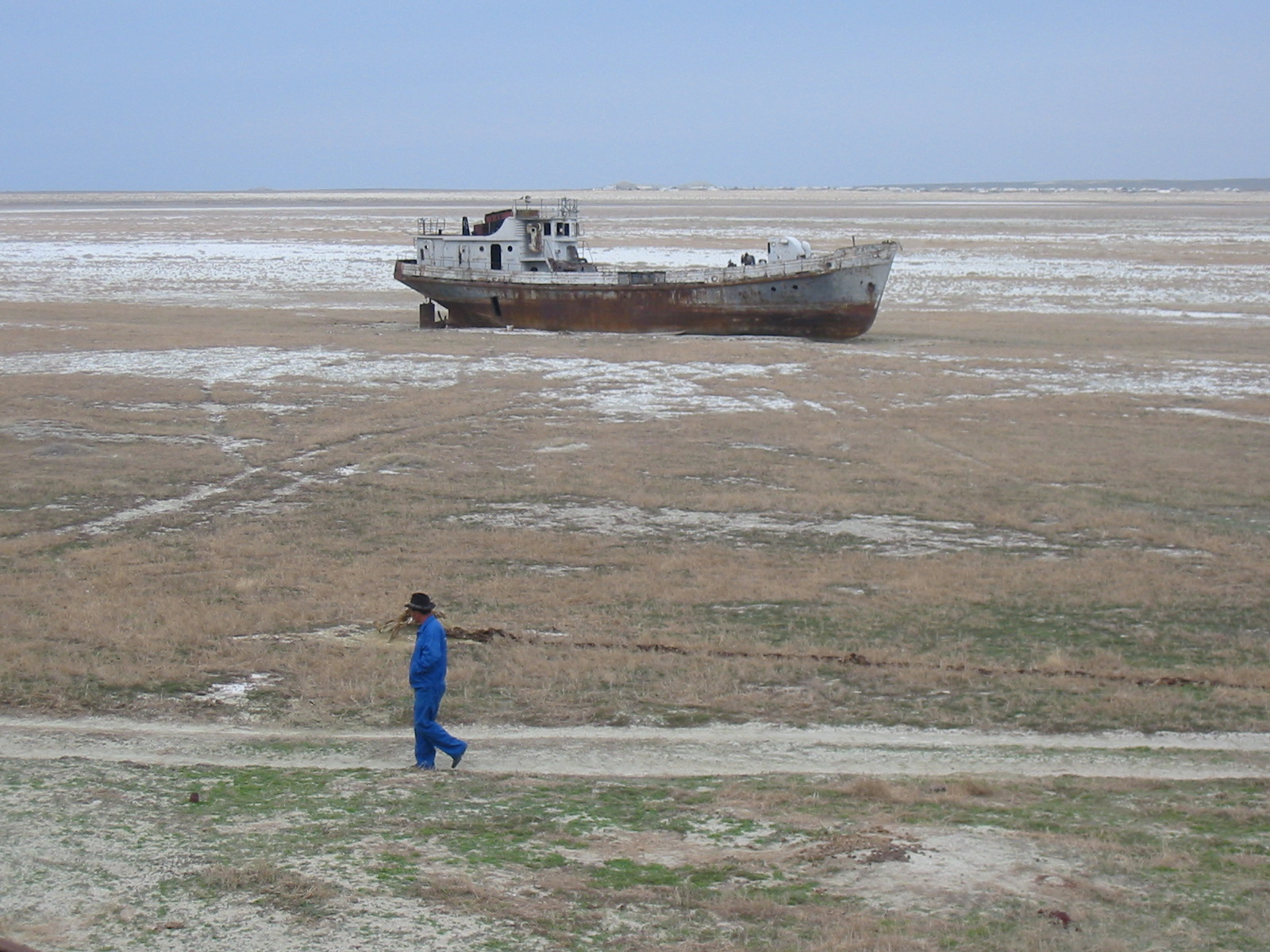
Navire échoué sur l'ancien rivage de la mer d'Aral, Kazakhstan, 2003, processus de désertification dû au détournement en amont de l'eau des fleuves pour l'irrigation agricole.

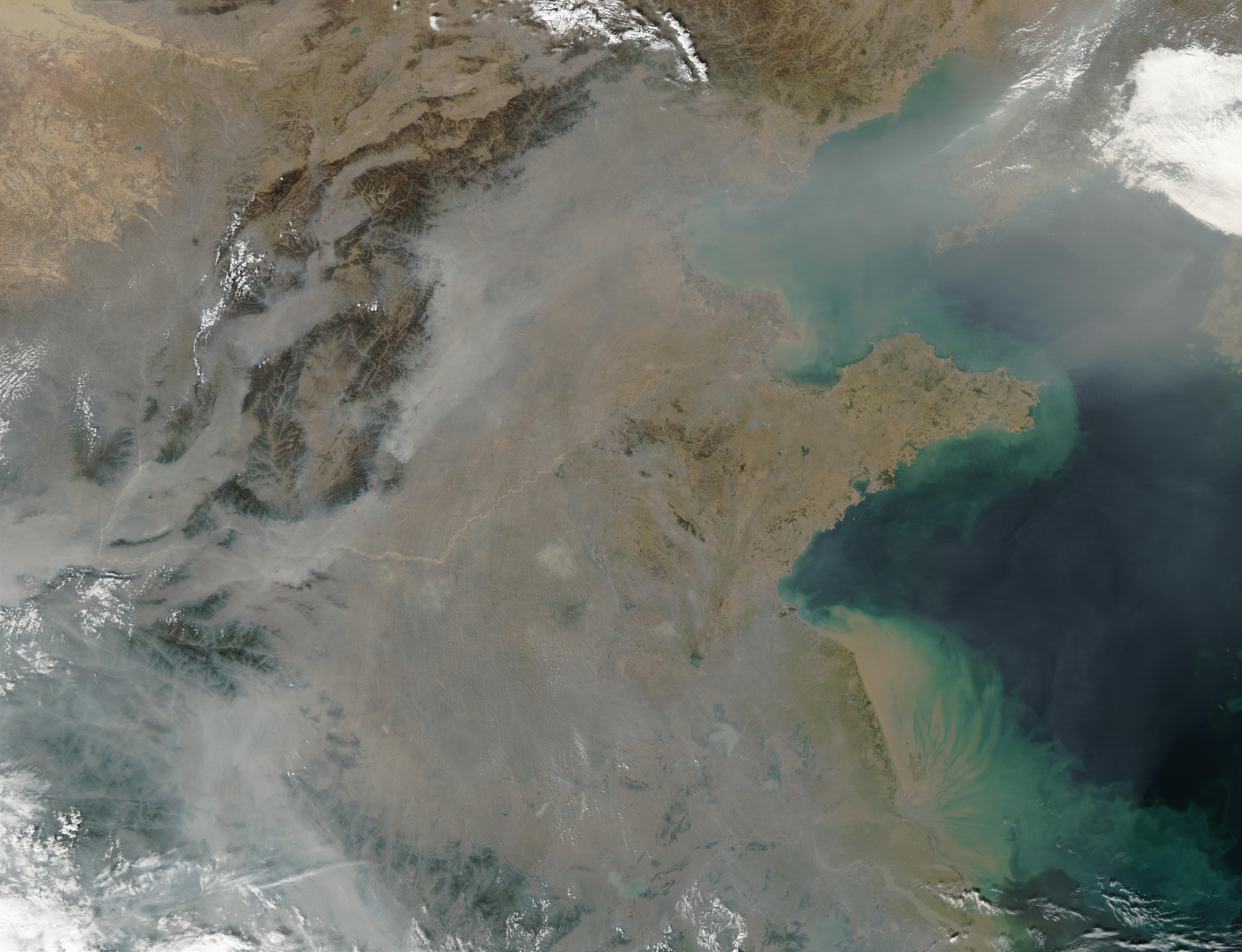
Fumée des feux et envol de millions de tonnes de poussières et aérosols issus des sols dégradés en Chine, où dans certaines villes la pollution est quasi permanente.

La sécheresse ou sècheresse \sɛʃ.ʁɛs\ est l'état d'un environnement confronté à un manque d'eau liquide significativement long et important pour qu'il ait des impacts sur la flore (naturelle ou cultivée), la faune (sauvage ou d'élevage) et les sociétés. Sécheresse ne doit pas être confondu avec aridité. Une région aride peut connaître des épisodes de sécheresse.
Le déficit hydrique est une situation naturelle du point de vue de la variabilité climatique (par exemple, les périodes glaciaires/interglaciaires du Quaternaire, les cycles El Niño / La Niña, etc.) mais, selon certains climatologues certaines situations de déficit hydrique sont amplifiées (durée, extension spatiale, intensité) par l'émission humaine de gaz à effet de serre. Il fait suite à un déficit pluviométrique, sur de longues périodes durant lesquelles les précipitations sont anormalement faibles ou insuffisantes pour maintenir l'humidité du sol et l'hygrométrie normale de l'air. Il peut être aggravé ou expliqué par des pompages, une baisse du niveau de la nappe phréatique, l'érosion et la dégradation des sols (l'humus favorise la rétention de l'eau, la coupe à blanc de zones forestières dans la région de l'Amazonie, par exemple, entraîne rapidement la perte de cet humus essentiel à la rétention de l'eau et cause une désertification accélérée d'origine anthropique), une augmentation de l'évapotranspiration induite par des plantations consommatrices d'eau (peupliers, maïs).
La sécheresse peut détruire les récoltes (partiellement ou totalement) et tuer les animaux d'élevage, et parfois sauvages. Elle devient alors un facteur de famine régionale et d'exode, souvent accompagnée de troubles sociaux voire de conflits armés en particulier dans les régions de peu de ressources économiques.
La sécheresse n'est donc pas qu'un phénomène physique ou climatique objectif. C'est aussi une notion relative qui reflète l'écart entre la disponibilité de l'eau et la demande en eau de l'homme (savoir les applications agricoles – agriculture, abreuvage du bétail – industrielles, domestiques de l'eau – hygiène, alimentation, lavage – dont certains usages d'une nécessité secondaire – piscine, arrosage des gazons, lavage de voiture – , etc.). Ceci rend toute définition de la sécheresse relative au contexte géopolitique et sociologique ; l'état « normal » de disponibilité de l'eau change selon les zones biogéographiques et les besoins réels ou ressentis des individus et des sociétés.
La sécheresse s'initie par une sécheresse météorologique se produisant généralement lorsqu'un anticyclone s'installe durablement au-dessus d'une région à cause d'une situation de blocage. Les hautes pressions persistantes empêchent donc toute intrusion d'une perturbation atmosphérique et peuvent alors mener la région surplombée par celles-ci à une longue période de beau temps et donc avec un peu voire sans précipitations.

## Définitions
L'aridité caractérise un climat ayant de faibles précipitations moyennes annuelles et par un fort déficit de celles-ci par rapport à l'évapotranspiration potentielle, en opposition à un climat humide. L'aridité présente de fortes implications hydrologiques, édaphiques et géomorphologiques. Il s'agit d'un concept climatique à référence spatiale (zone aride), l'aridité ne doit pas être confondue avec la sécheresse qui est un concept météorologique où l'absence d'eau ou les déficits hydriques sont considérés comme une référence temporelle, conjoncturelle (période ou année(s) sèche(s)).
Selon le Glossaire international d'hydrologie, il y a deux définitions de la « sécheresse » : une absence prolongée ou un déficit marqué des précipitations ou bien, une « sécheresse hydrologique » caractérisée par « une période de temps anormalement sec, suffisamment prolongée pour entrainer une pénurie d'eau caractérisée par un abaissement significatif de l'écoulement des cours d'eau, des niveaux des lacs et/ou des nappes souterraines, les amenant à des valeurs inférieures à la normale et/ou à un asséchement anormal du sol »

### Types de sécheresse
Il existe trois types de sécheresse. Le premier type, la sécheresse météorologique, survient lorsqu'il existe une période prolongée d'un taux de précipitations en dessous de la moyenne. Le deuxième est la sécheresse agricole, lorsque l'humidité des sols est trop faible pour les cultures. Cette condition peut avoir lieu même si les précipitations sont normales à cause des conditions du sol et des techniques agricoles, ou de choix de plantes inadaptées (comme le maïs ou le riz, très consommatrices d'eau). Le troisième, la sécheresse hydrologique, survient lorsque le débit des rivières et le niveau des réserves d'eau disponibles dans les nappes aquifères, lacs et réservoirs sont anormalement bas par rapport à la situation moyenne calculée sur le long terme. Ce seuil peut être atteint avec des précipitations normales ou au-dessus de la moyenne lorsque l'eau est détournée vers une autre région ou lorsqu'elle a été surexploitée, lorsqu'une consommation élevée d'eau dépasse les capacités de la nappe ou des réservoirs à se renouveler, ou encore lorsque les conditions d'alimentation des nappes ne sont plus réunies (cf. loi de Darcy sur la perméabilité du sol).
Dans l'usage le plus fréquent, le mot « sécheresse » se réfère généralement à la sécheresse météorologique.

### Qualifications mathématiques
Plusieurs indices d'aridité conventionnels et empiriques permettent de définir quantitativement l'aridité. Les valeurs moyennes de précipitations et de température sont utilisés pour définir les degrés d'aridité (hyper-aride, aride et semi-aride) et les conditions de l'écoulement des cours d'eau. Les indices d'aridité les plus facilement utilisés sont ceux de E. de Martonne (1926), L. Emberger (1932), C.W. Thornthwaite (1948), J. Dubief (1950), R. Capot-Rey (1951), H. Gaussen, F. Bagnouls (1952) et P. Birot (1953).
Du point de vue du scientifique, la sécheresse météorologique est définie comme « déficit climatique » (Dc).
{\displaystyle Dc=P-ETP}
- P correspond à la pluviométrie, exprimée en millimètres.
- ETP est l'évapotranspiration potentielle d'une plante en millimètres, c’est-à-dire sa perte d'eau par la respiration et l'évaporation.

En cas de sécheresse, Dc = 0.
Du point de vue agricole, la sécheresse correspond à ce qu'on appelle le « déficit agricole » (Da).
{\displaystyle Da=P-ETP+RFU}
- ETP étant l'évapotranspiration potentielle d'une plante, exprimée en millimètres,
- RFU est la réserve facilement utilisable, c'est-à-dire la réserve d'eau dans le sol disponible pour les plantes, exprimée en millimètres. Elle vaut 2/3 de la RU qui est égale au taux d'humidité multiplié par la profondeur atteinte par les racines.

## Cas remarquables de sécheresse par continents et époques

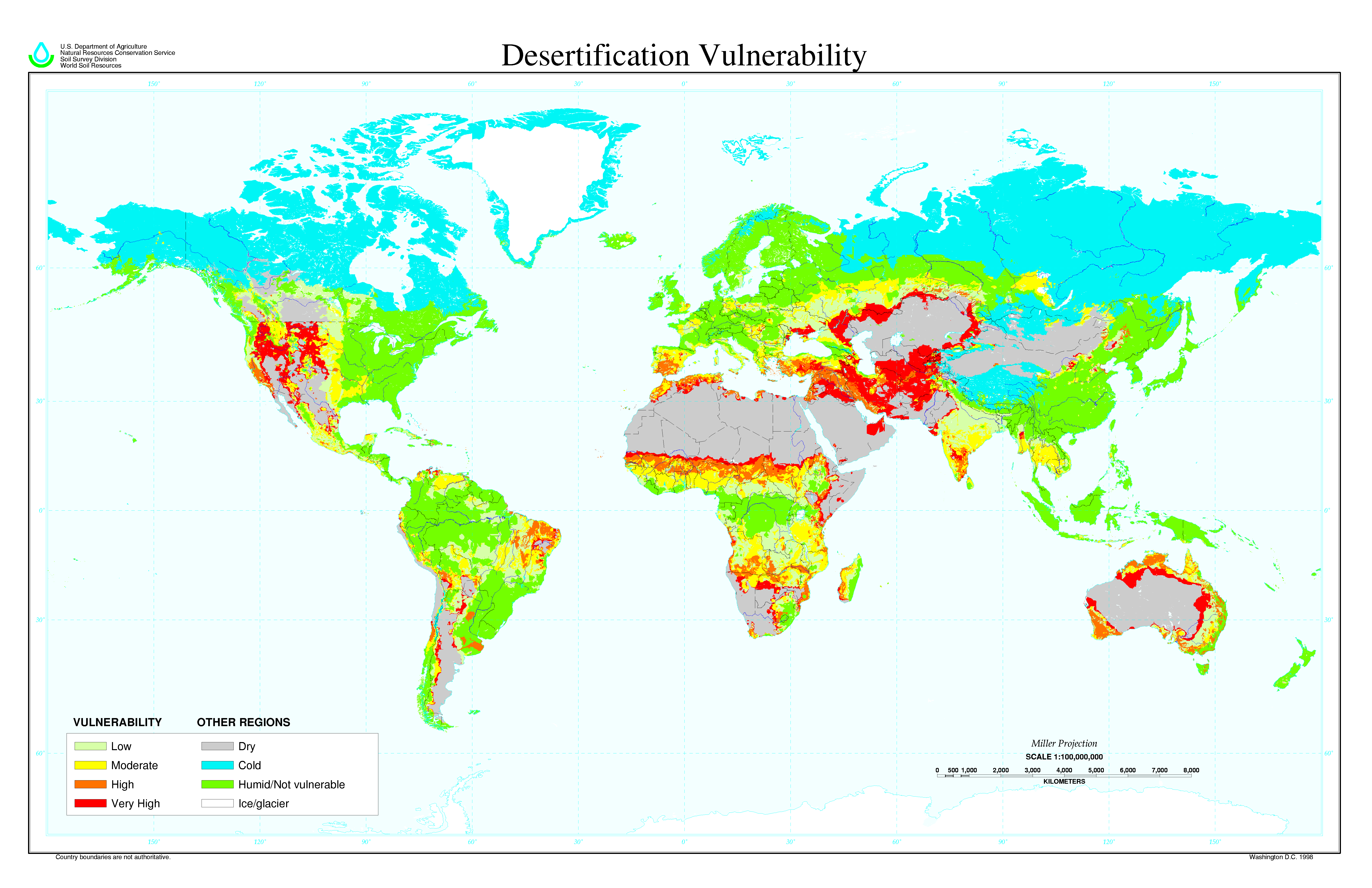
La vulnérabilité à la désertification (USDA, 1998 - Global Desertification Vulnerability Map).

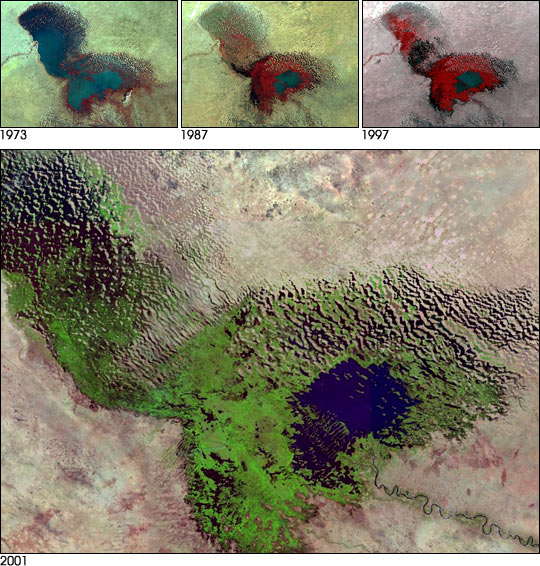
Le lac Tchad (image satellitale, 2001) a perdu 95 % de son volume dans les années 1960,.

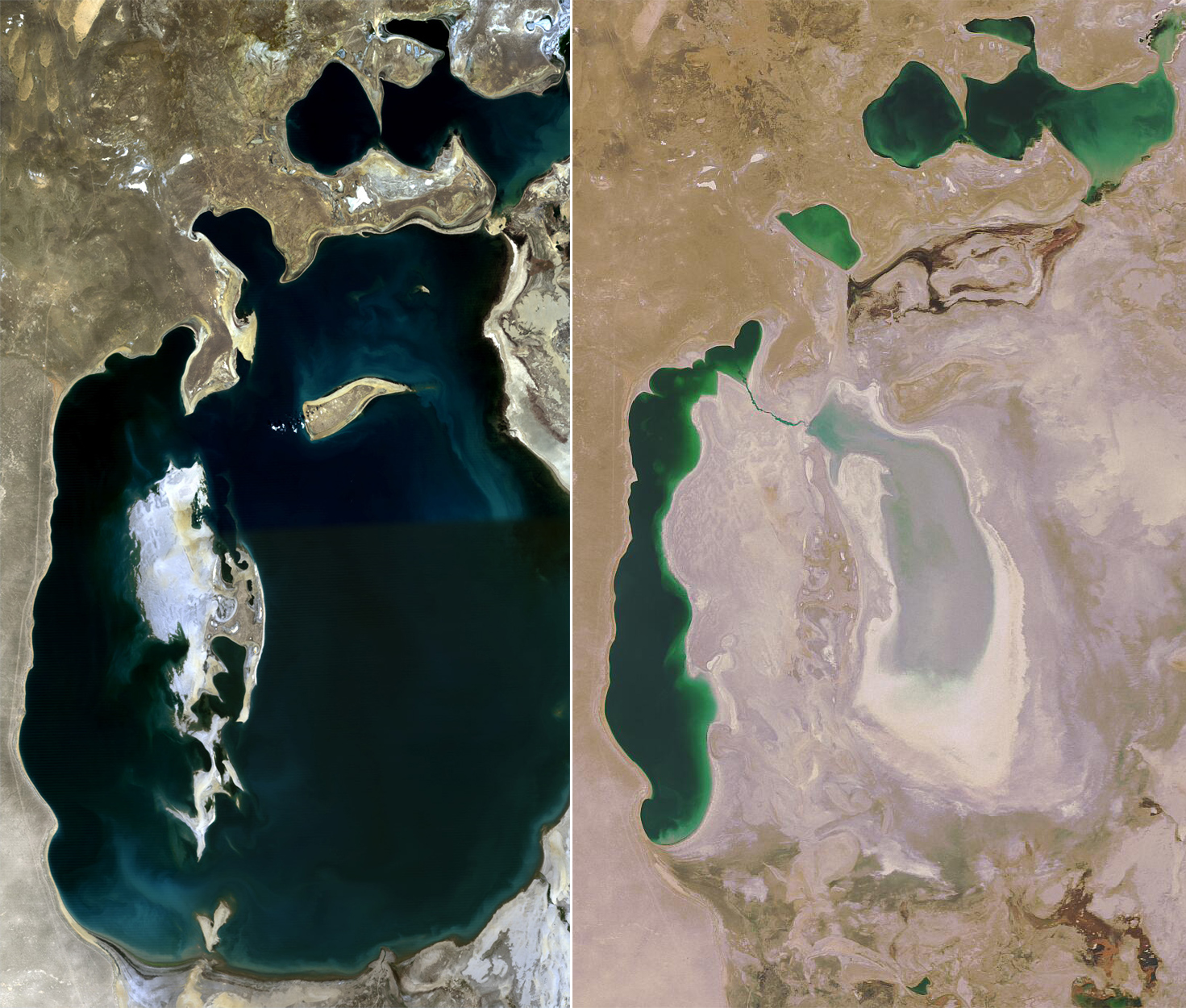
La mer d'Aral (Kazakhstan - Ouzbékistan) : 1989 et 2008, la sécheresse aggrave les problèmes issus des choix de gestion de l'eau

Bien avant le début des relevés météorologiques instrumentaux, les sécheresses médiévales par exemple sont décryptables dans les archives historiques comme l'a montré un des pionniers de l'histoire climatique, E. Le Roy Ladurie ; leurs caractéristiques et leur gravité peuvent être évaluées à partir de signaux issus des archives de l'environnement (analyses sédimentaires, dendrochronologiques, polliniques, carpologiques, etc.). Ces archives naturelles complémentaires des données archéologiques sont d'autant plus précieuses dans les régions et les périodes sans écrits.

### Afrique
Les sécheresses sont fréquentes et graves dans beaucoup de pays d'Afrique subsaharienne et ont un impact dévastateur sur les populations et leurs économies. L’extrême vulnérabilité aux précipitations dans les zones arides et semi-arides du continent et, la faible capacité d’une grande partie des sols africains à maintenir l'humidité font que presque 60 % des sols sont vulnérables à la sécheresse et 30 % extrêmement vulnérables. Depuis les années 1960, les précipitations du Sahel et de l'Afrique australe ont également été sensiblement en dessous des normes des 30 années précédentes. De plus, la perspective d'un effet El Niño a conduit à porter plus d'attention sur l'impact de la sécheresse en Afrique subsaharienne[réf. nécessaire]. Le désert progresse au Mali, au Tchad et au Niger en particulier, à raison de plusieurs kilomètres par an.

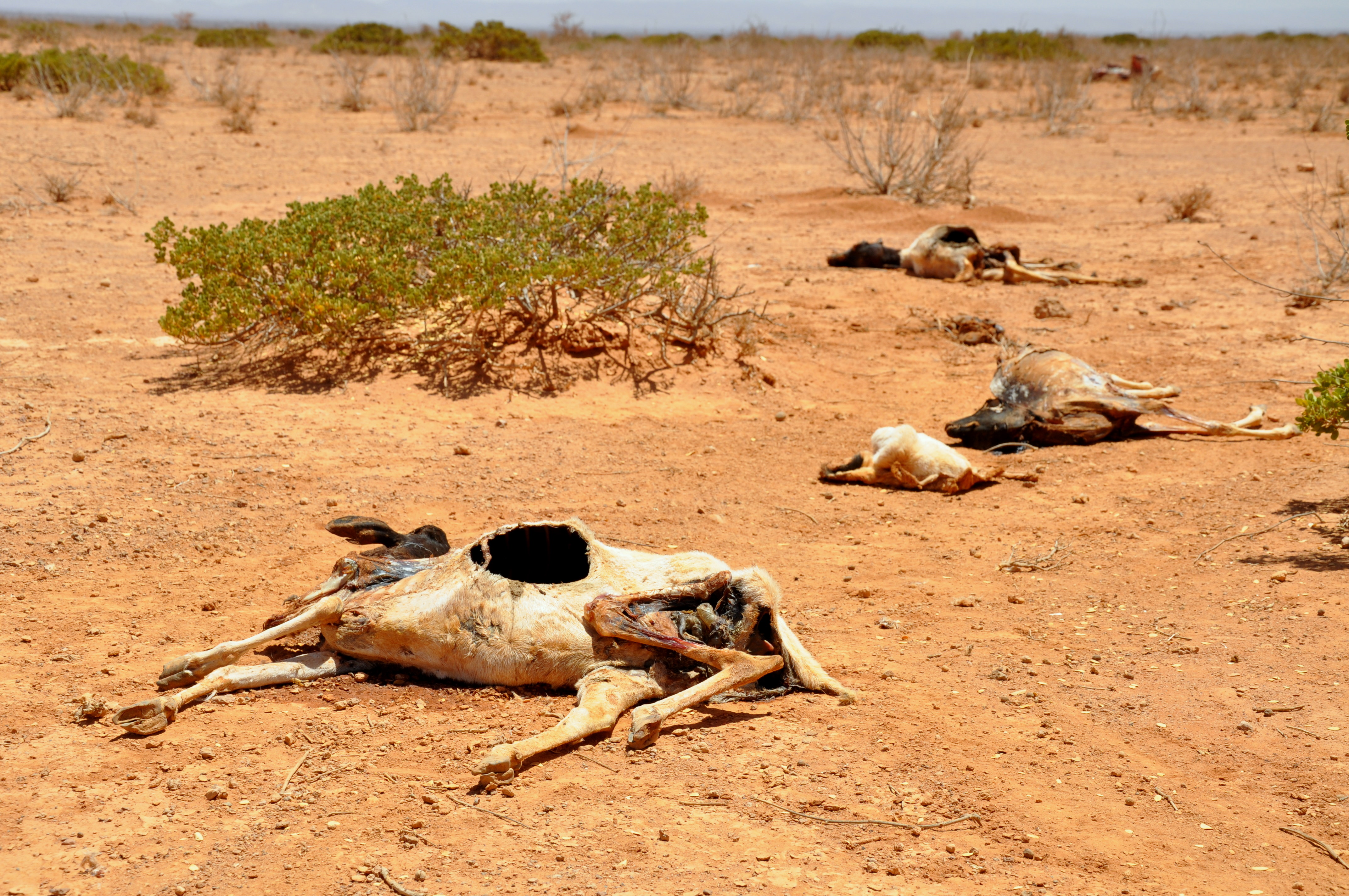
Carcasses de moutons et de chèvres, village de Waridaad, Somalie, 2011
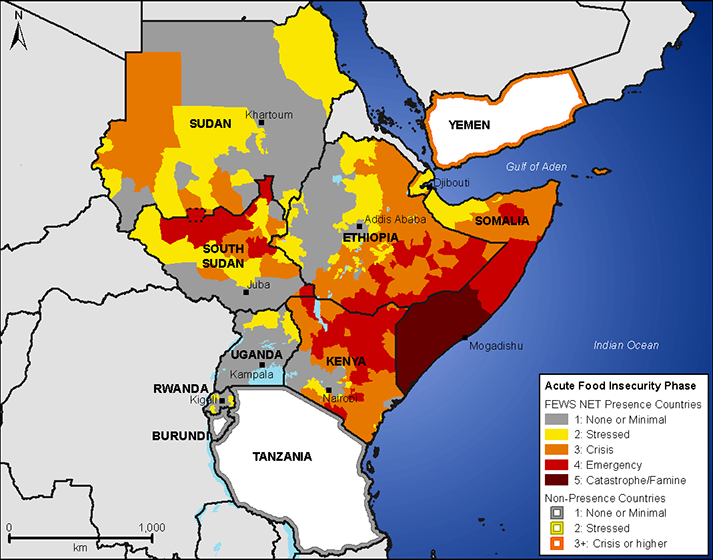
La famine en 2011 dans la Corne de l'Afrique (Famine Early Warning Systems Network - USAID)
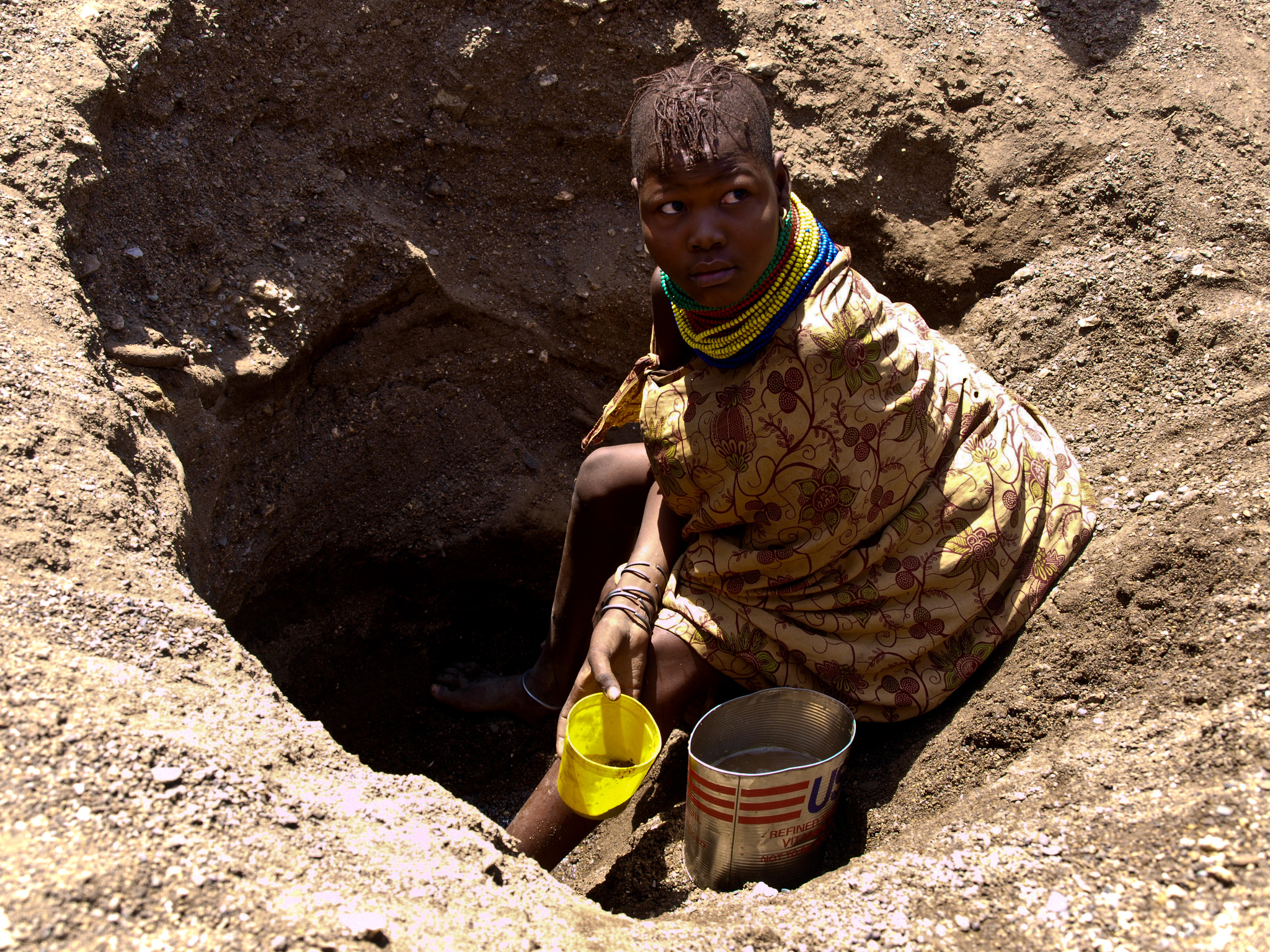
Recherche d'une eau boueuse, Afrique de l'Est, 2011
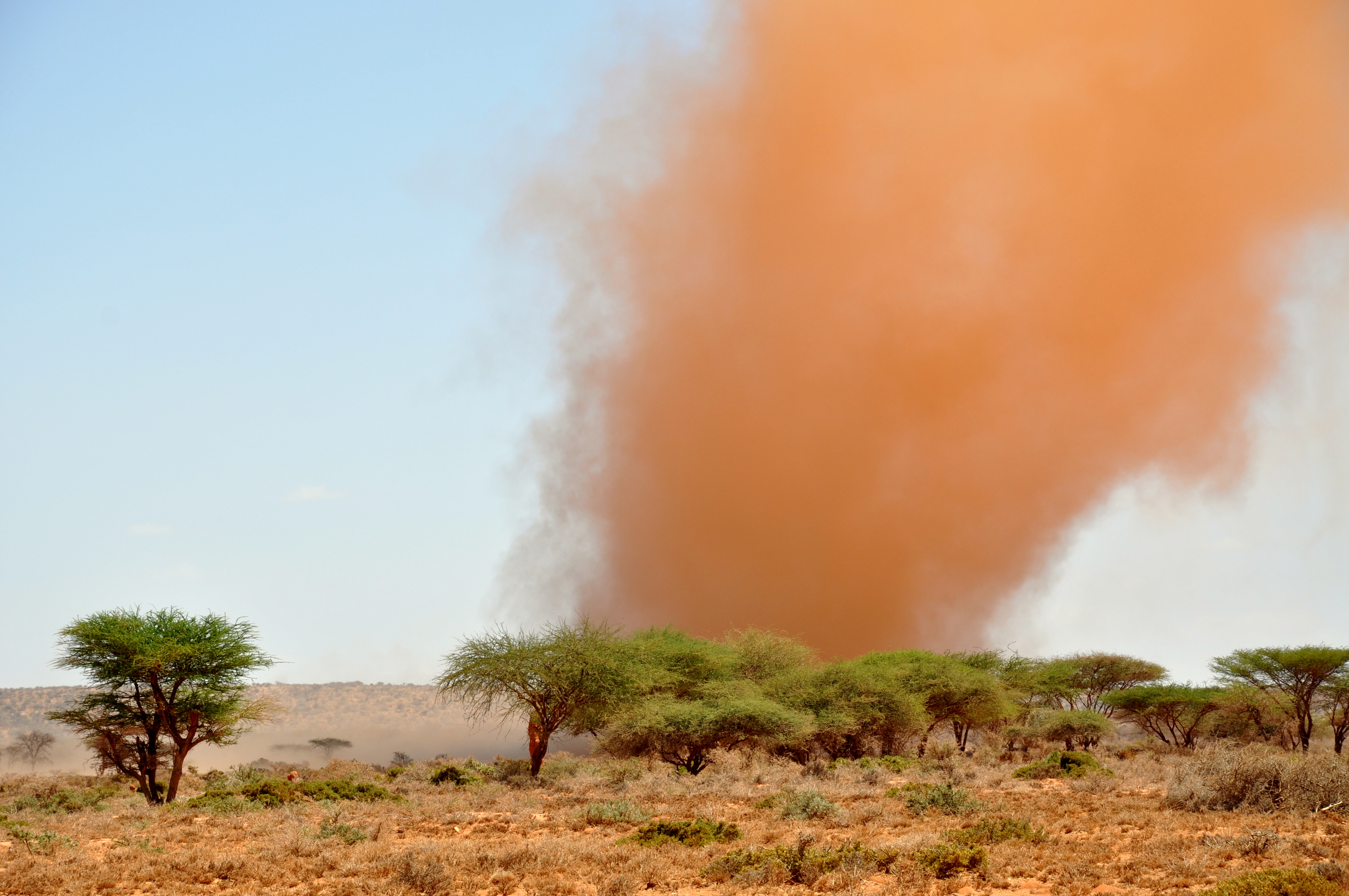
Tourbillon de sable, Somalie, 2012
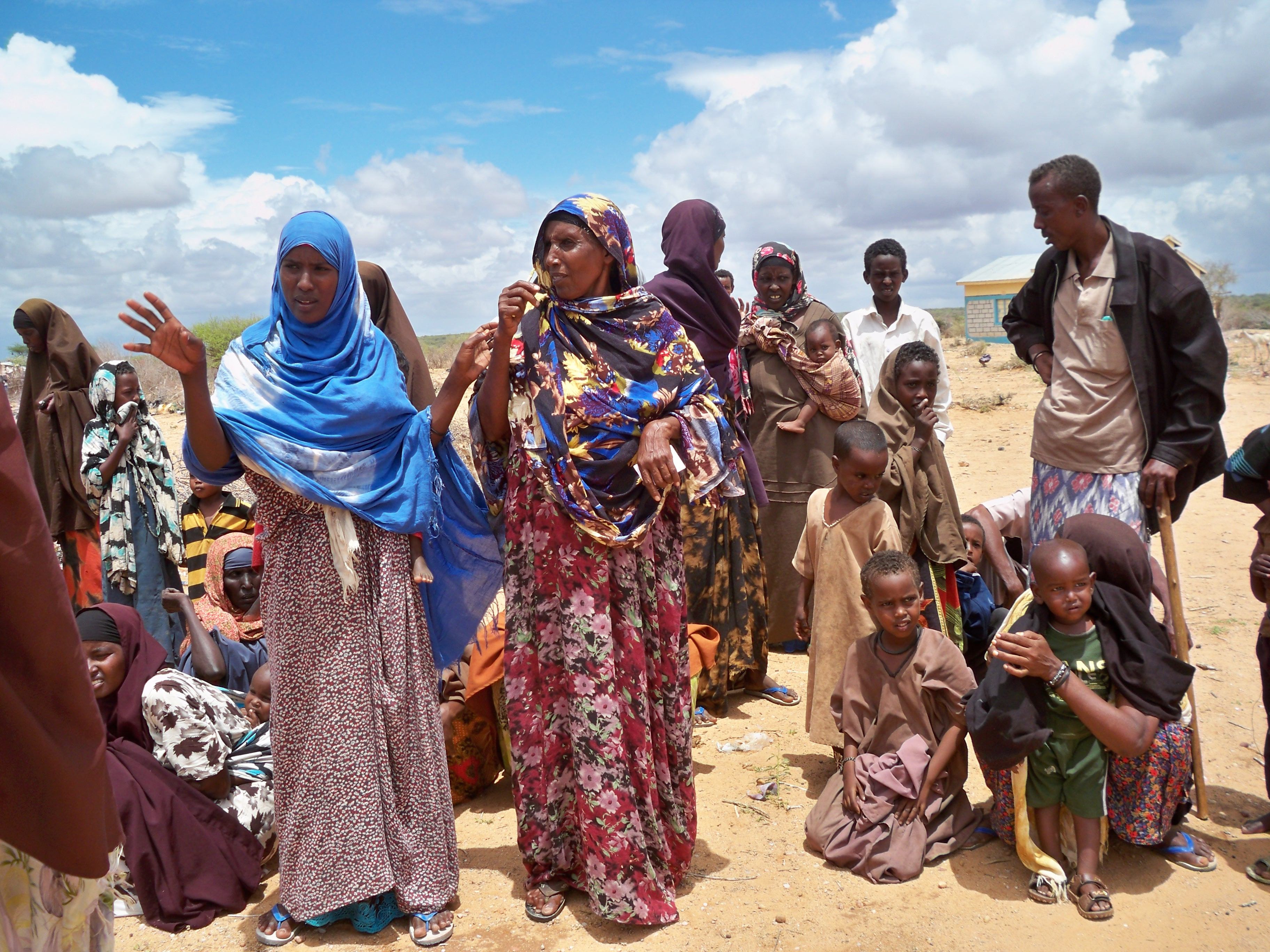
Distribution de l'aide alimentaire, Corne de l'Afrique, 2011

En 1797, durant trois années, une forte sécheresse engendre la famine au Maroc et le pays est durement affecté par la peste. La moitié de la population est décimée entraînant également un recul économique.[réf. nécessaire]
L’Afrique australe est frappée en 2019 et 2020 par sa « pire sécheresse » depuis 35 ans. D’après le Programme Alimentaire Mondial (PAM), organisme des Nations unies, 45 millions de personnes vivant dans la région pourraient se trouver en situation de grave insécurité alimentaire. L'organisme souligne que « la sécheresse persistante, les cyclones consécutifs et les inondations ont complètement ravagé les récoltes dans cette région extrêmement dépendante de l’agriculture pluviale et des petits exploitants agricoles ». Le Mozambique, la République démocratique du Congo, la Tanzanie, la Zambie et le Zimbabwe sont les pays les plus lourdement touchés.

### Asie
L'économie de l'Inde, majoritairement rurale, est dépendante de la mousson. En 2009, la saison des pluies est la plus faible depuis 1972 et affecte sérieusement la production agricole, l'importation du riz est nécessaire en 2010 pour la première fois depuis vingt ans. La faiblesse de la mousson a aggravé la sécheresse endémique de certaines régions : les autorités ont dû décréter une réduction de 36 % des terres à blé au Rajasthan. En 2009, le prix des denrées de base (sucre, riz, légumes frais et secs) a augmenté d'environ 20 %. La forte croissance économique et démographique de l'Inde pèse lourdement sur les ressources naturelles, en particulier sur les réserves hydriques. Un rapport du 2030 Water Resources Group publié en 2009 et concernant quatre pays dits émergents (Inde, Chine, Afrique du Sud et Brésil) a estimé que sans changements, en 2030, l’Inde ne pourrait subvenir qu’à la moitié de ses besoins en eau. Les pompages excessifs pour l’agriculture, l’industrie ou la vie quotidienne épuisent les nappes phréatiques et les moussons à forte variabilité ne les rechargent pas assez. Plusieurs États du Nord (Punjab, Haryana, Uttar Pradesh), connaissent un sérieux affaiblissement des réserves souterraines. L’état des eaux de surface est également préoccupant. Pourtant considérées comme des divinités, les rivières souffrent de prélèvements inconsidérés et de pollutions industrielles et domestiques, une partie des ressources fluviales est impropre à la consommation (cf. WaterAid).
En 1981-1983 puis en 1997-1998, des sécheresses catastrophiques frappent l'Asie du Sud-Est.
Un des exemples les plus spectaculaires est la quasi-disparition de la mer d'Aral.

### Europe
Sur le dernier millénaire, en Europe, les principales périodes de sécheresse et événements remarquables sont :
- 1134 : le Rhin est à sec, et la Sambre à Namur durant un jour[16].
- 1303 : anticyclone bloquant du printemps à l’automne, qui a provoqué la sécheresse la plus importante du millénaire. Le Rhin, le Danube, la Loire et la Seine pouvaient être traversés à pied sec[17].
- 1540, 1719, 1874, 1906, 1911, 1912, 1945, 1947, 1949, 1953, 1957, 1964 [réf. nécessaire].
- en 1921, le monde soviétique est frappé par une grave famine pendant toute une année, provoquant plusieurs millions de morts, elle est accentuée par un épisode de sécheresse qui touche l'hémisphère Nord et sensible jusqu'aux États-Unis ; elle advient également dans un contexte de conflits : la Première Guerre mondiale, la révolution, la guerre civile et les réquisitions. L'Union soviétique fait appel à l'aide internationale[18]. En France, à Paris, l'année météorologique 1921 enregistre 277 millimètres au lieu d'une moyenne de 576 (soit 48 % de la normale) [19].
- les sécheresses de 1976, 1988 1989, 1990, 1991, 1992, 2003 (la plus coûteuse en France[20]) et 2011 ont eu des impacts importants sur les écosystèmes et les cultures en Europe, comme sur la santé (surmortalité liée à la canicule). L'Espagne est particulièrement touchée, avec l'apparition de paysages désertiques dans le tiers sud-est[21].

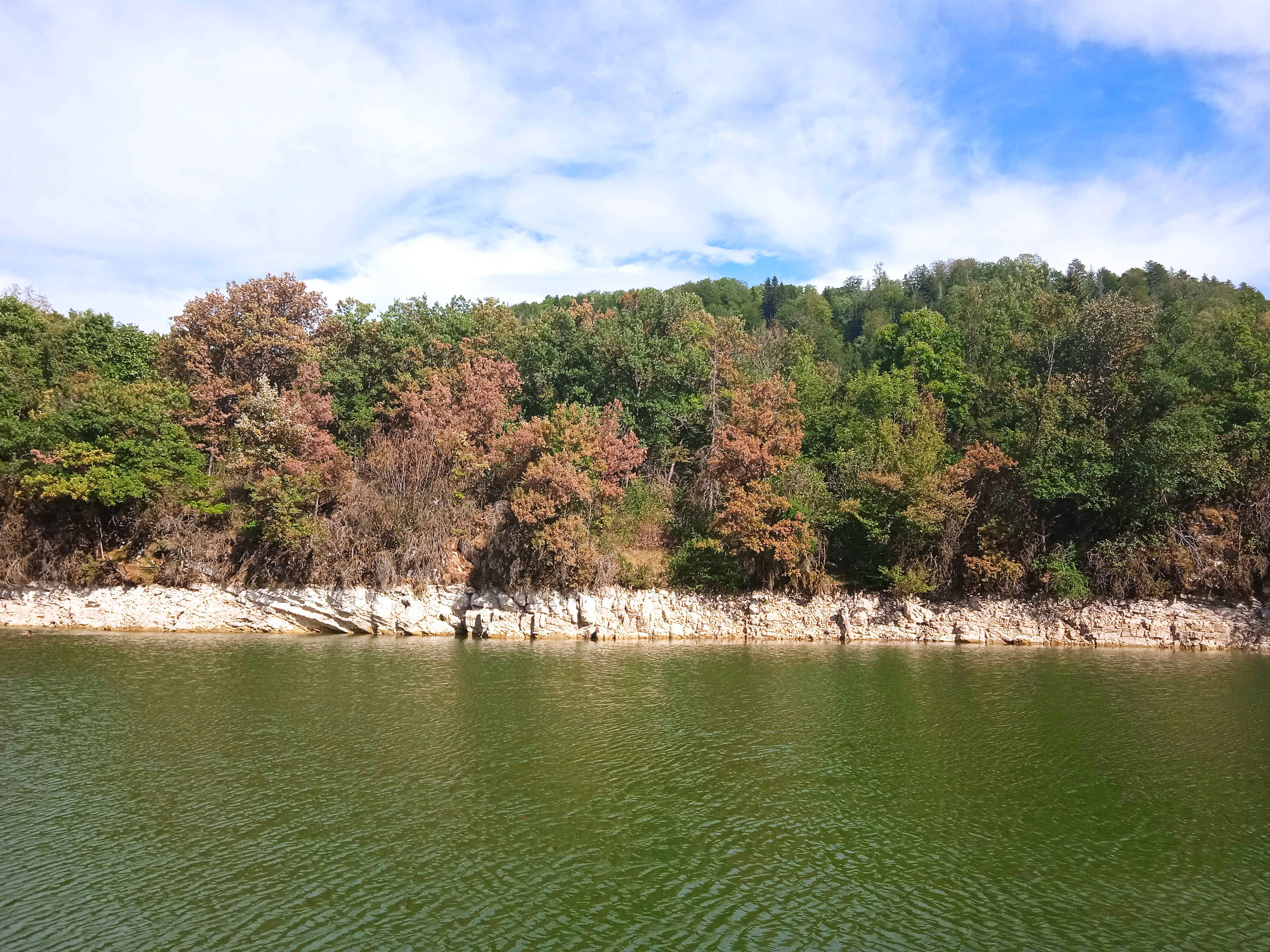
Arbres desséchés pendant la sécheresse de 2022 en Europe à Ravilloles (Jura, France)

- en août 2007, la Grèce connaît une des pires phases d'incendies de son histoire. La sécheresse sévit plusieurs semaines et les incendies éclatent dans le Péloponnèse et l’île d’Eubée (63 victimes). Au-delà du désastre humain et économique, le gouvernement doit affronter des accusations de laxisme face aux incendies volontaires et de mauvaise gestion des secours. Les sites historiques majeurs sont menacés, mais aucune destruction majeure du patrimoine archéologique n'est finalement à déplorer.
- en 2022, une nouvelle sécheresse sévit notamment sur l'ouest de l'Europe[22] (y compris en France), à la suite d'un hiver 2021-2022 peu pluvieux et un début d'année 2022 chaud, marqué par 2 canicules de grande ampleur en juin et en juillet. Elle est à l'origine de feux de forêt majeurs sur l'ouest de l'Europe, notamment au Portugal et en Gironde. Fin juillet 2022, Météo-France signale que juillet 2022 est le mois de juillet le plus sec depuis 1959, et que l'humidité des sols à l'échelle nationale est plus basse que pendant la sécheresse de 1976 en Europe[23].

### Océanie

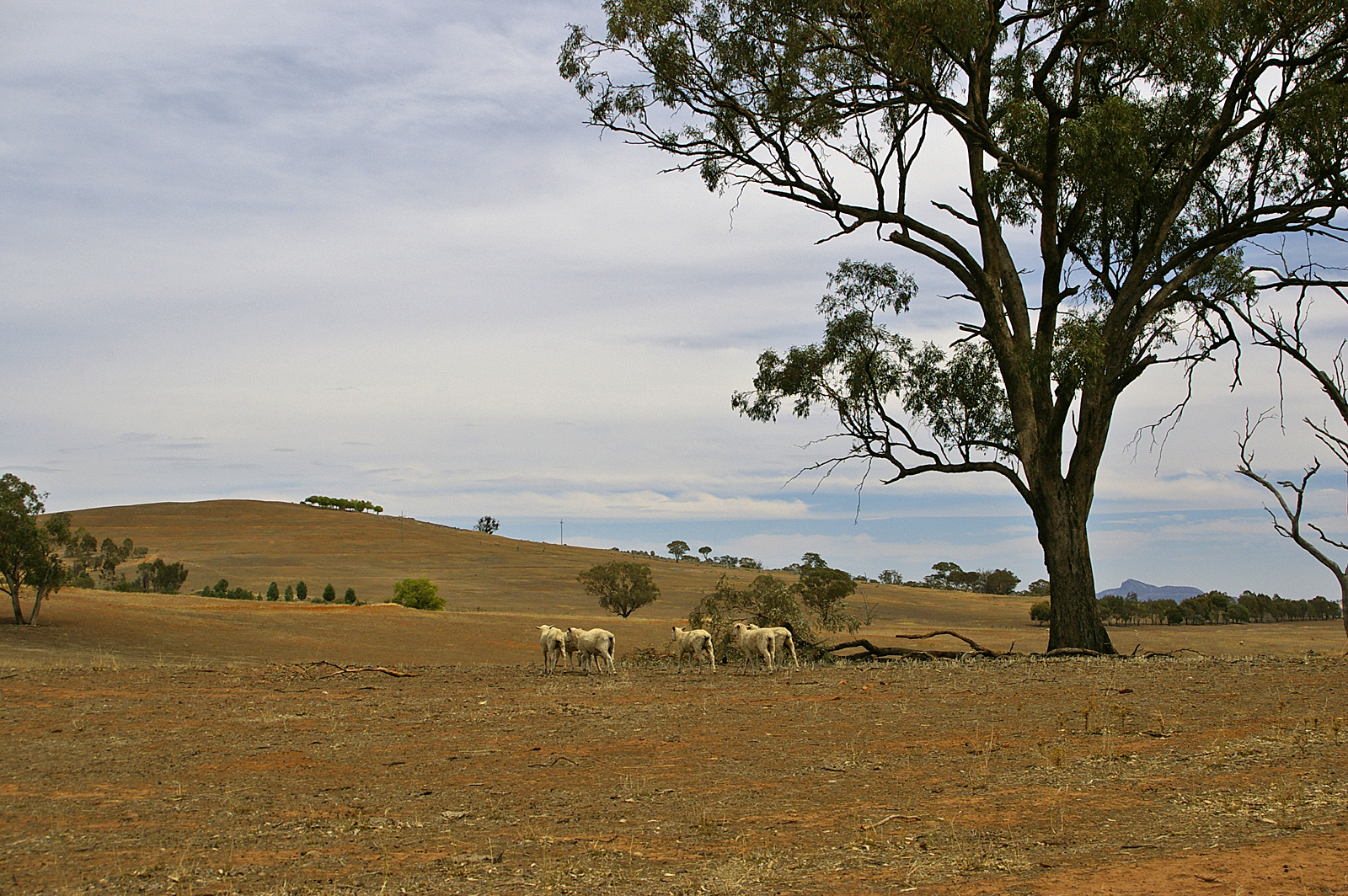
Troupeau de moutons affecté par la sécheresse à Uranquinty, Nouvelle Galles du Sud
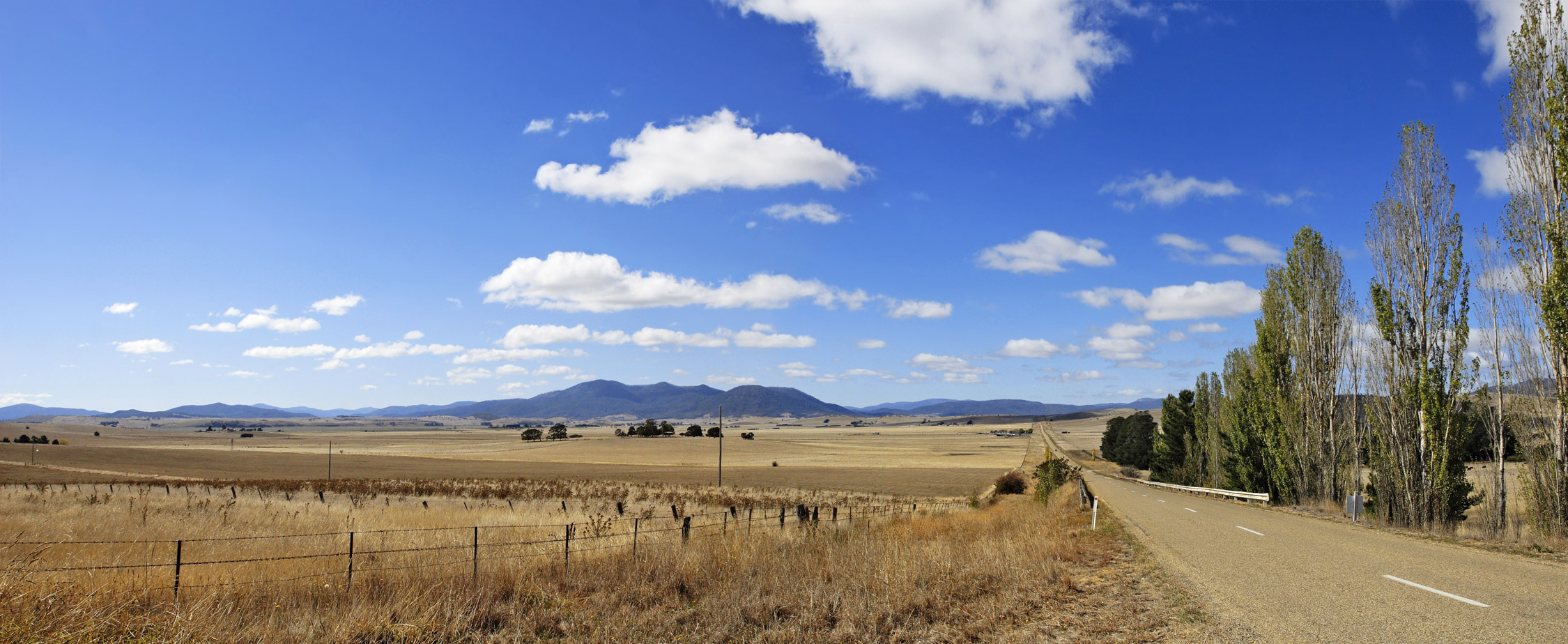
Campagne victorienne: champs subissant la sécheresse
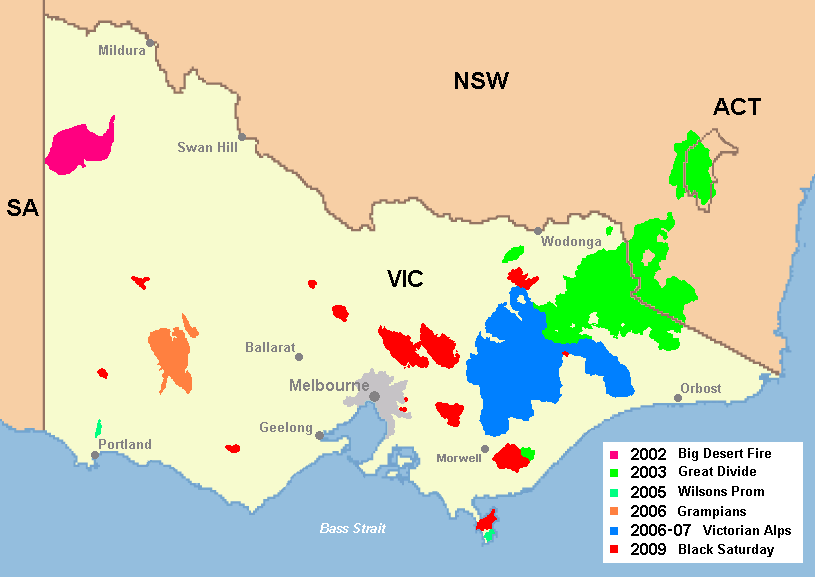
Principaux feux de brousse du Victoria dans les années 2000

En Australie, la sécheresse est reconnue lorsque, sur une période de trois mois, le total des précipitations se trouve dans le dixième inférieur de toutes les précipitations enregistrées dans le passé pour cette région. Cette définition tient compte de la faiblesse, relative, des précipitations, et du fait qu'une déficience pluviométrique doit être comparée à des précipitations typiques (normales), en tenant compte des variations saisonnières. La sécheresse australienne est définie précisément en raison de l'importance des baux de pâturage et elle est déterminée par une analyse des déciles appliquée à une région particulière.
Les enregistrements climatiques concernent désormais une assez longue durée et avec une robustesse statistique suffisante pour permettre d'appréhender leur variabilité et de planifier les productions agricoles selon les régions et les saisons. Les Parlements des États et Territoires australiens ont compétence à déclarer une région victime de la sécheresse, cette déclaration peut prendre en compte des paramètres autres que la pluviométrie.
Parmi les nombreux épisodes de sécheresse recensés en Australie, certains se distinguent par leur durée: the Federation Drought (1895-1902), leurs conséquences (incendies dus à la sécheresse de 1982-1983) ou leur gravité : sécheresse de 1991-1995 en Nouvelle Galles du Sud et au Queensland. La première décennie du XXIe siècle est marqué par la Millenium Drought (2002-2007).

### Amérique
Dans les montagnes de l'Ouest américain, des souches d'arbres morts, saisonnièrement inondées par l'eau (Sierra Nevada, lac Mono) se distinguent dans le paysage. Au début des années 1990, Scott Stine, géographe de l'université de Californie, utilise les datations au radiocarbone pour déterminer quand ces arbres vivaient et constate qu'il s'agit presque toujours de la période médiévale. Lorsque la période de mégasécheresse médiévale a pris fin, les arbres auparavant proches d'une zone humide sont morts. Dans les hautes plaines du Nebraska par exemple, ces très grandes sécheresses médiévales correspondent à de remarquables dunes de sable qui sont actuellement couvertes de végétation et stabilisées. Les grandes plaines du Sud montrent, dans les sites archéologiques, un taux plus important d'os de bisons à ces périodes. Il y a un millénaire, le bison apparaît moins fréquent en comparaison des périodes antérieures et postérieures. Le milieu est plus aride. Par ailleurs, les cités de Chaco Canyon et Mesa Verde ont toutes été abandonnées vers la fin de la sécheresse. Ces sociétés fondées sur l'agriculture irriguée n'ont sans doute pas supporté cette modification de leur environnement,.
En 1977, l'Ouest des États-Unis a été touché, conduisant à une forte restriction de l'irrigation (au quart de la normale) en Californie. En 1980, une sévère vague de chaleur a touché le Centre et le Sud des États-Unis et en 1988, on a observé le retour du phénomène du Dust Bowl qui ne s'était pas reproduit depuis 1930.

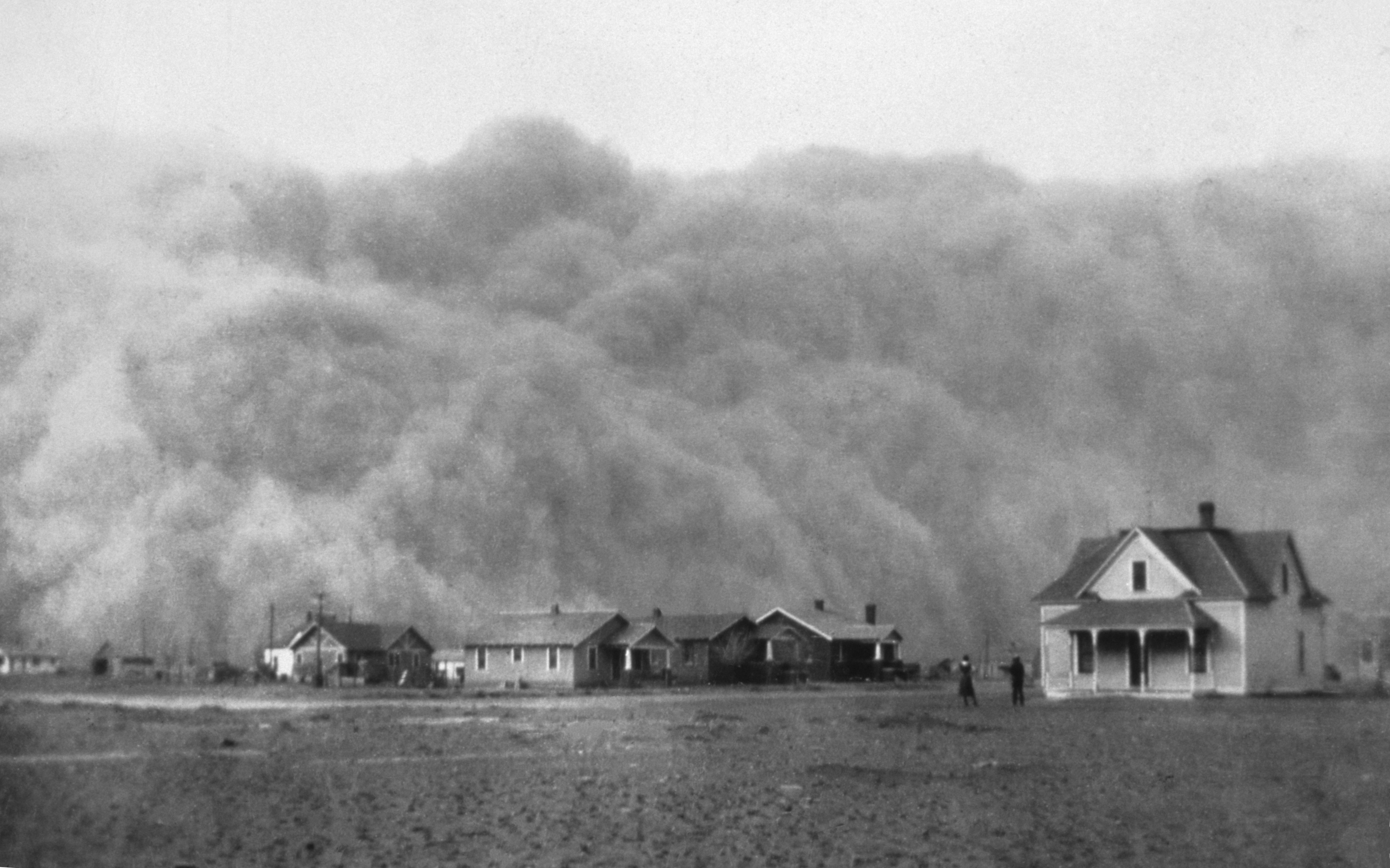
Grande prairie et forêts remplacés par des labours conduisent aux tempêtes de poussière et à la sécheresse (Dust Bowl, Texas, 1935)
Sécheresse et tempêtes de poussière jettent sur les routes américaines des milliers de paysans dans les années 1930 (Missouri, Californie, 1937)
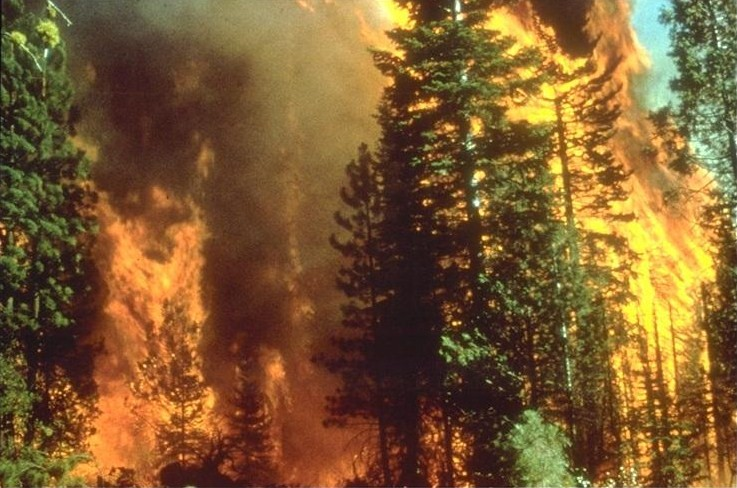
Feu de forêt en Californie, 5 septembre 2008
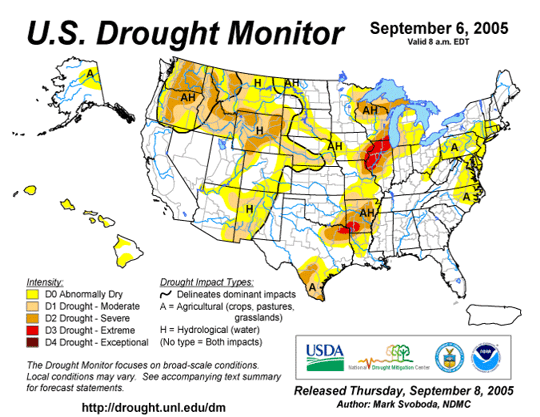
Aléa sécheresse (6 septembre 2005), en rouge, les zones de sécheresse exceptionnelles
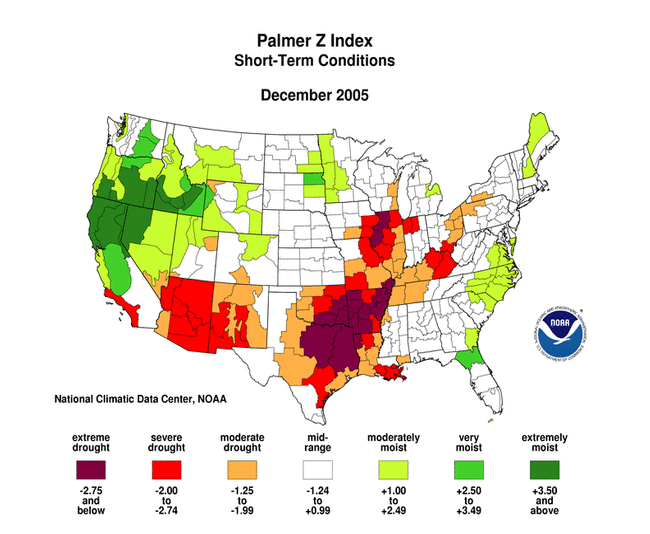
Sécheresse exceptionnelle (6 septembre 2005), en violet, les zones de sécheresse exceptionnelles
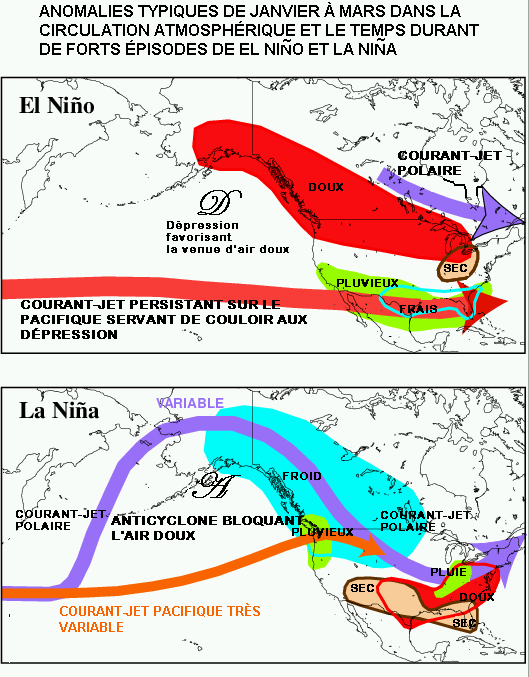
Effets d'El Nino et de La Nina sur la circulation atmosphérique hivernale du Pacifique et sur l'Amérique du Nord

La sécheresse de 2012-2013 aux États-Unis (en), a provoqué de nouvelles pertes de productivité des terres cultivées et des restrictions et pénuries d'eau. Les principaux états producteurs de maïs de la région de la corn belt ont été touchés par des conditions extrêmes de sécheresse dès juin 2012 dans l'Est. À l'automne 2012, le Centre et l'Ouest sont également touchés. Selon le Département de l'Agriculture des États-Unis (USDA), il s'agit de la sécheresse la plus grave des 25 dernières années : 80 % des terres agricoles ont été touchées, 67 % des élevages atteints, impliquant une inflation de 3 à 4 % sur les prix alimentaires en 2013. L'intensité de la sécheresse est déterminée par le Centre national de Gestion de la Sécheresse de l'université du Nebraska-Lincoln (National Drought Mitigation Center), l'USDA et l'Agence nationale des Sciences atmosphérique et océanique (National Oceanic and Atmospheric Administration). Les données météorologiques montrent que sept états américains présentaient au moins 80 % de leur surface agricole totale dans un état de sécheresse sévère en mars 2012. Les statistiques de rendement des terres agricoles ont indiqué un épuisement des ressources en eau dans sept états (Oklahoma, Wyoming, Dakota du Sud, Colorado, Nouveau-Mexique, Kansas et Nebraska) de 89 à 100 %. La sécheresse de 2011-2017 en Californie a été à son époque la plus importante de son histoire[réf. nécessaire].
En Amérique latine, le Nord-Est du Brésil a connu une période de sécheresse très forte entre 1978 et 1985, qui a affecté plus de 20 millions de personnes. À la suite de l'épisode El Niño de 1988, une nouvelle sécheresse a sévi. L'Amérique centrale et le Mexique ont également été durement touchés. Une partie du bassin de l'Amazone asséché en 2005, des affluents de plus d'un mile de large ont été atteints par la sécheresse obligeant le Brésil à déclarer l'état d' urgence dans la région.

## Conséquences de la sécheresse
La sécheresse joue un rôle perturbateur ou a des conséquences immédiates et/ou différées :
- le stress hydrique affecte les arbres, qui peuvent mourir si le déficit aggravé par la hausse de température se répète plusieurs années de suite[33] ;
- le manque d'eau pour les cultures vivrières, la diminution du rendement des cultures et des prairies ;
- l'amoindrissement de la qualité de l'eau : la dilution des polluants s'affaiblit et la contamination des réserves hydriques augmente (voir écotoxicologie) ;
- l'augmentation des disettes et des famines et de surcroît des épidémies en raison de la malnutrition ;
- la déshydratation des populations et l'apparition de maladies ;
- les troubles sociaux et les conflits pour les ressources naturelles (eau et nourriture) ;
- la migration de populations, l'augmentation des réfugiés climatiques ;
- la formation ou l'augmentation des tempêtes de poussière avec l'accentuation de l'érosion éolienne ou des dépôts de sédiments éoliens (en Chine en particulier) ;
- la modification, les perturbations voire la destruction des écosystèmes en particulier des zones humides ;
- une vulnérabilité accrue des arbres face au froid les saisons ou années suivantes (jusqu'à une dizaine d'années après)[34] ;
- l'augmentation des feux de forêt[35] ;
- la migration de populations animales ;
- des problèmes d'invasions biologiques ;
- un risque accru de morsures de serpent[36]
- la réduction de la production d'électricité (Cf. débit des cours d'eau)[37] ;
- la pénurie d'eau pour les industries[38],[39].

### Sur les civilisations et les sociétés

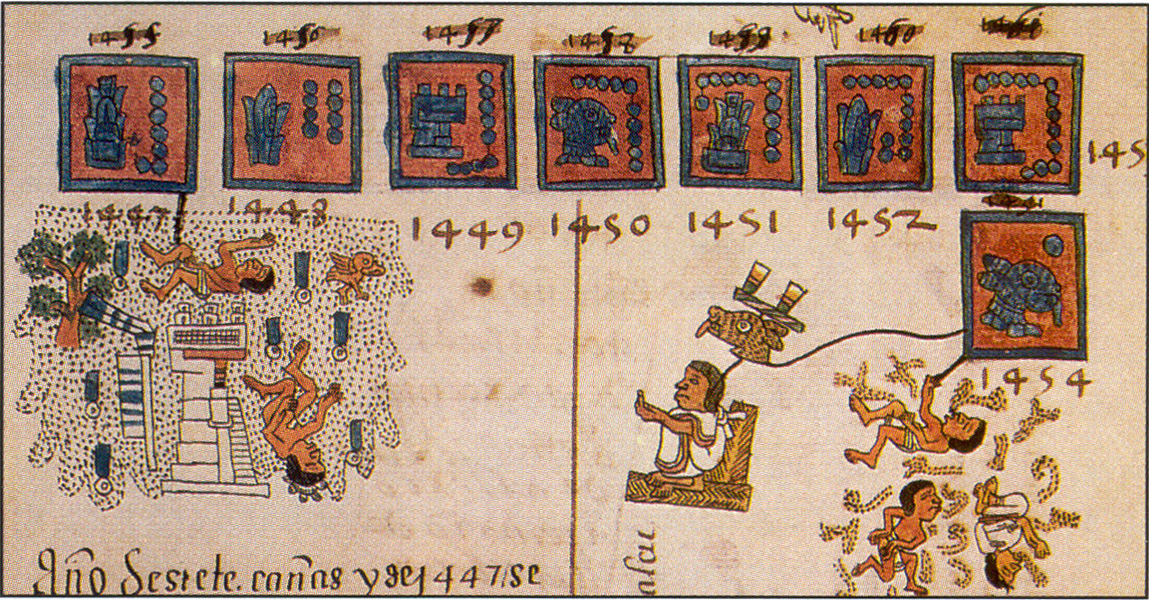
Sacrifices humains lors de la sécheresse de 1450-1454 (Codex Telleriano-Remensis)

Le climat est depuis toujours une préoccupation humaine. L’impact du climat et des événements météorologiques excessifs dans l’histoire des civilisations et des sociétés est de plus en plus étudié par les historiens, les archéologues, les paléoclimatologues et paléoenvironnementalistes.
Une ou plusieurs sécheresses récurrentes, et de longueur variable, en privant les populations de tout ou partie de leurs moyens de subsistance peuvent être source de fortes tensions sociales ou ethniques voire de guerre, d'épidémies ou d'effondrement de civilisations ou plus simplement, de légendes et de traditions. Ainsi :
- selon une étude palynologique récente des sédiments du lac salé de Larnaca à Chypre, la puissante civilisation mycénienne, comme la civilisation minoenne ou l'empire Hittite (fin de l'âge du bronze) ne se seraient pas éteintes (il y a environ 3 200 ans) en raison d'invasions ou de conflits internes mais à la suite d'une sécheresse qui s'est - selon l'analyse isotopique du carbone organique sédimenté - prolongée durant 400 ans (alors que l'hémisphère Nord subissait un refroidissement général de 2 °C)[40]. Cette crise de la fin de l'âge du bronze en Méditerranée orientale serait donc expliquée par « un épisode complexe ayant résulté d'(...)un changement climatique. Ce dernier a entraîné des famines, des invasions étrangères et des conflits politiques »[41] ;
- la civilisation maya se serait effondrée principalement à la suite d'une longue sécheresse tout comme plus tard, celle des Anasazis de l'Ouest américain ou de la civilisation de Tiwanaku de la rive sud du lac Titicaca, à plus de 3 800 mètres d'altitude lors de la Grande Sécheresse qui correspond à une phase climatique qui a affecté une grande partie l'Ouest des États-Unis (de l'Oregon à la Californie du Sud et de l'Est du Texas) et a eu une profonde influence sur les milieux naturels et les cultures amérindiennes anciennes de la région. Les analyses dendrochronologiques montrent que cette phase commence en l'an 1276 et se poursuit jusqu'en 1299 ;
- l'effondrement de la culture de l'île de Pâques a vraisemblablement été accéléré par une sécheresse prolongée (effet El Nino) ;
- des faits religieux sont liés aux épisodes de sécheresse. Par exemple, en 1137, le Nord et le Centre de la France connaissent une sécheresse de sept mois (mars à septembre), accompagnée en juillet et août de chaleurs terribles[42]. Puits, fontaines et fleuves se tarissent[43] et, à Saint-Maur-des-Fossés, un miracle de la pluie se produit en l'église Saint-Nicolas[44]. À Aubervilliers, en 1336, une longue sécheresse cesse après les prières à la Vierge d'une jeune fille. Alors que les yeux de la statue de la Vierge ruisselle, la pluie se met à tomber. Ce miracle de la pluie donna naissance au pèlerinage de Notre-Dame-des-Vertus[45].
- parmi les facteurs météorologiques ayant déclenché la Révolution française de 1789, les historiens ont identifié une sécheresse localement source de famines ou de sous-alimentation accompagnées d'une forte hausse des prix des denrées alimentaires.

En France, sous l'Ancien Régime, les famines, généralement corollaires des périodes de conflits, étaient principalement engendrées par des conditions météorologiques défavorables au développement et aux récoltes des grains, des semailles à la moisson, en raison de pluies excessives ou de grands hivers. Sécheresse et échaudage sont le résultat des canicules.
Le lien entre révolution et perturbation climatique comme les sécheresses prolongées ayant un fort impact sur la production de grain a souvent été avancé comme en 1788-89, 1827-32 et en 1846. L’anticyclone des Açores provoque certaines années des canicules estivales sur les territoires ouest-européens et centre-européens qui ont des impacts sur le rendement céréalier. Sous l'Ancien Régime, les conséquences de ces canicules pouvaient être très graves en particulier dans la phase du Petit Âge Glaciaire qui présentait notamment au XVIIIe siècle, quelques étés caniculaires. Les impacts, si la moisson était préservée, pouvaient être d'ordre infectieux par une pollution microbienne des nappes phréatiques et des rivières : à l'été 1719, la France compte 450 000 morts supplémentaires à cause de la dysenterie caniculaire et d’autres infections.
La disette céréalière provoquée par la sécheresse estivale a été importante en 1420 ou en 1556, accompagnée d'incendies de forêt jusqu’en
Normandie. L’échaudage (sécheresse à fort impact sur les céréales) a été remarquable en 1788 et en 1846. À la fin de 1787 et en 1788, l'alternance de trop grosses pluies lors des semailles automnales puis de chaleurs excessives au printemps et durant l'été 1788 atteint les moissons. Les intempéries de l’été 1788 abattent les épis. La récolte de 1788 est diminuée d’un tiers, créant une montée des prix puis des émeutes de subsistance jusqu’au 13 juillet 1789.

### Impacts économiques
La sécheresse économique est définie comme se rapportant aux effets des précipitations anormalement basses, en dehors des paramètres normaux prévus dont une économie est équipée. En tant que telle, son impact dépend de l'interaction d'un événement ou d'une anomalie météorologique avec la structure dynamique changeante et la santé d’une économie. Certains observateurs ont distingué trois situations de pays en ce qui concerne l'impact de la sécheresse : des économies simples, intermédiaires et dualistes.
Les économies simples sont des économies agricoles, d’élevage, et de semi-subsistance fortement influencées par les pluies, disposant d’une infrastructure limitée, ayant des niveaux bas de revenus par habitant, et des niveaux élevés d’auto-approvisionnement au sein de la population rurale. L'impact de la sécheresse dans son ensemble peut être particulièrement énorme en raison de l'importance relative du secteur agricole. Cependant, traduisant des relations intersectorielles faibles, des niveaux élevés d'auto-approvisionnement et des secteurs non agricoles relativement petits, les effets multiplicateurs d’un choc de la sécheresse dans le reste de l’économie sont bien limités.
Dans les économies intermédiaires, les effets de la sécheresse sont très largement répandus dans l'économie, reflétant une plus grande intégration d’ensemble et des relations intersectorielles plus solides entre les secteurs agricoles et les secteurs manufacturiers naissants. Il est probable que les biens intermédiaires constituent une plus grande partie des importations, impliquant qu'une compression des importations due à la sécheresse aura des implications multiplicatrices additionnelles sur la production domestique. Dans l'intervalle, la reprise de l’activité après la sécheresse peut être très retardée dans la mesure où le secteur manufacturier continue de faire face au manque d'intrants et à la lenteur de la relance de la demande. Les implications sur les finances publiques peuvent également être très graves, étant donné que le gouvernement est susceptible de faire face lui-même à une plus grande partie des coûts des efforts de reprise, plutôt que de compter presque entièrement sur l’assistance internationale.
Enfin, dans des économies dualistes, qui disposent de grands secteurs d’extraction minière, à moins que le secteur d’extraction soit à grande intensité en eau, l'impact économique de la sécheresse est limité à la variabilité du secteur agricole avec un petit effet multiplicateur. Ainsi donc, l'impact macro-économique de la sécheresse apparaît encore faible, bien qu'il puisse avoir des effets profonds dans le secteur agricole dont dépend la majorité de la population.
Les chocs dus à la sécheresse ont des effets importants mais hautement différenciés sur l’ensemble de l’économie. La fréquence, l'échelle et la nature probable de ces effets dépendent de l'interaction de la structure économique et des dotations en ressources, aussi bien que des facteurs économiques à court terme. Contrairement à l’intuition, certaines des économies relativement plus développées ou « plus complexes » de l’Afrique subsaharienne, telles que celles du Sénégal, de la Zambie et du Zimbabwe, sont plus vulnérables aux chocs de la sécheresse que celles des pays moins développés et plus arides, telles que celles du Burkina Faso, ou des pays qui connaissent des conflits comme la Somalie. Par conséquent, un pays moins développé tel que l'Éthiopie pourrait devenir dans un premier temps plus sensible à la sécheresse pendant que son économie se développe. Alors, comme les économies deviennent plus complexes et diversifiées, elles deviennent par la suite moins vulnérables à la sécheresse.
Les mesures adoptées ou envisagées :
- la désalinisation de l'eau de mer pour l'irrigation ou la consommation ;
- la construction de nouveaux barrages ;
- le recyclage et la purification de l'eau, l'augmentation de stations d'épurations ;
- la réglementation ou la restriction de la consommation d'eau domestique, agricole, industrielle.

Selon le rapport de l'ONU paru en septembre 2021, les coûts de réparation dus aux catastrophes qui découlent des sécheresses s'élèvent à 3 640 milliards de dollars depuis 1970.

### Sur les écosystèmes

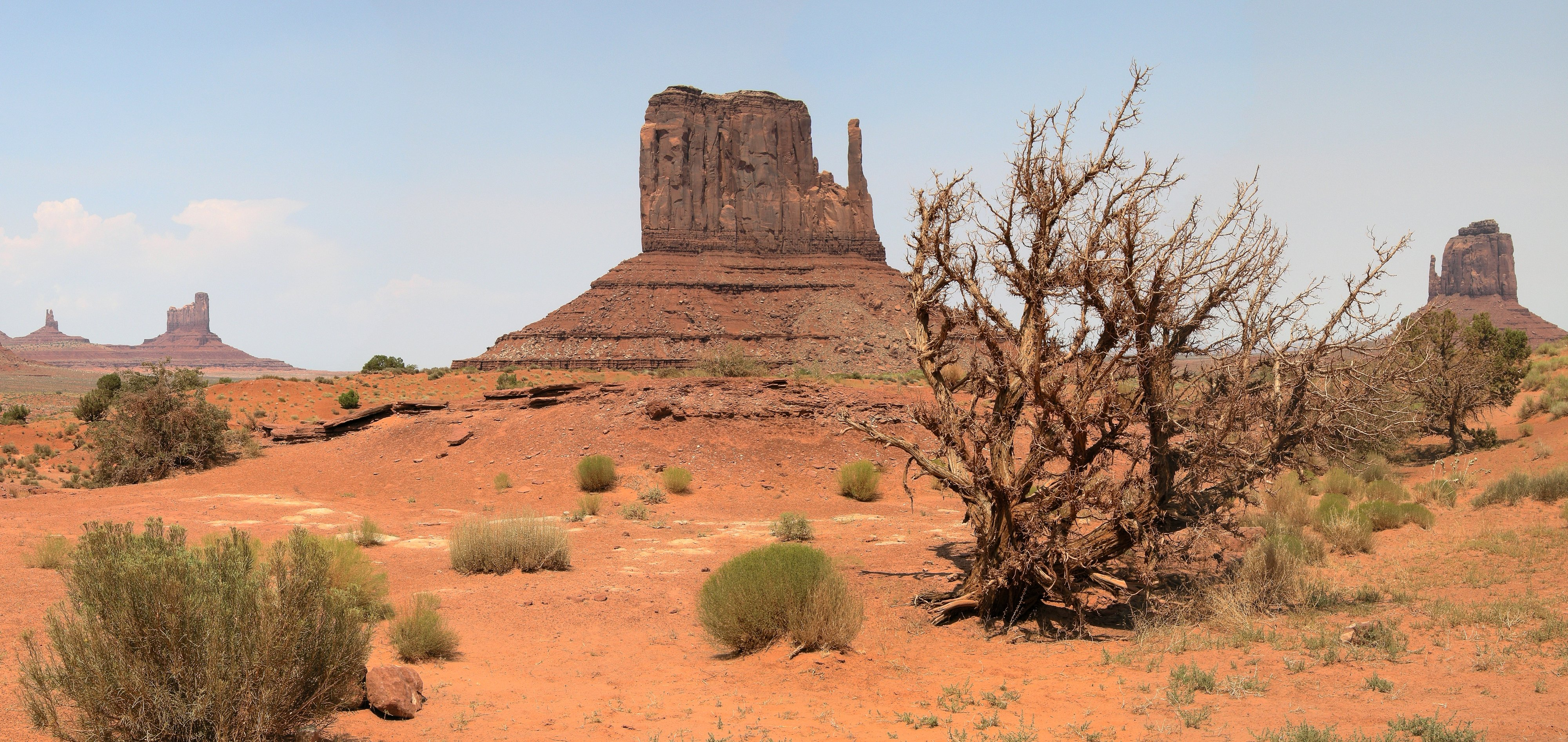
West Mitten Butte, Monument Valley, Arizona : efflorescences salines (en blanc) et végétation adaptée à l'aridité

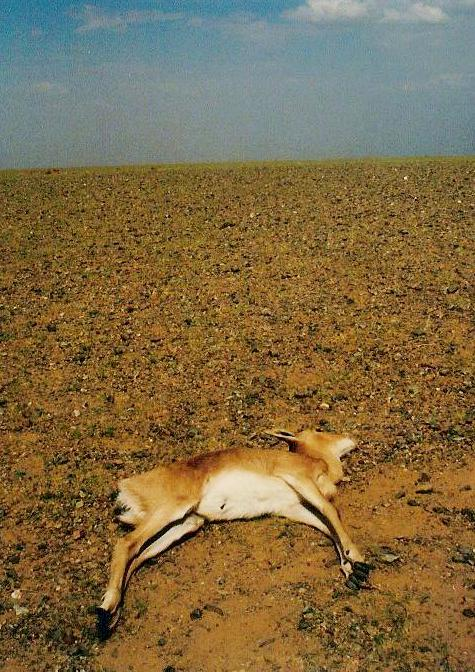
Gazelle de Mongolie morte de la sécheresse, troisième année de "dzud" ou sécheresse de l'hiver (2001)

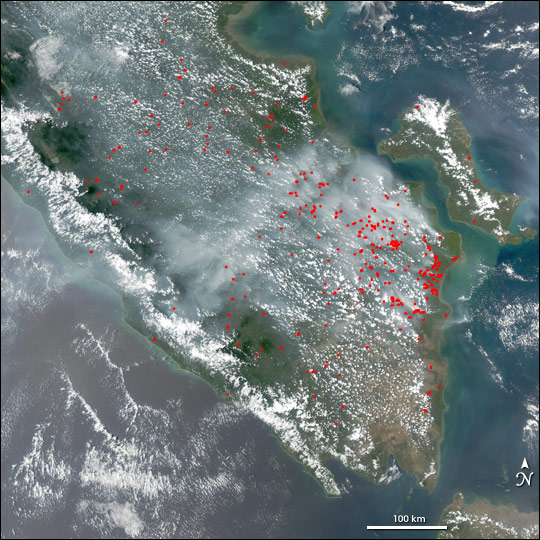
Les sécheresses aggravent la superficie et l'impact écologique des feux allumés pour la déforestation en zones tropicales y compris en forêt humide (le 14 oct 2004 à Sumatra, Indonésie)

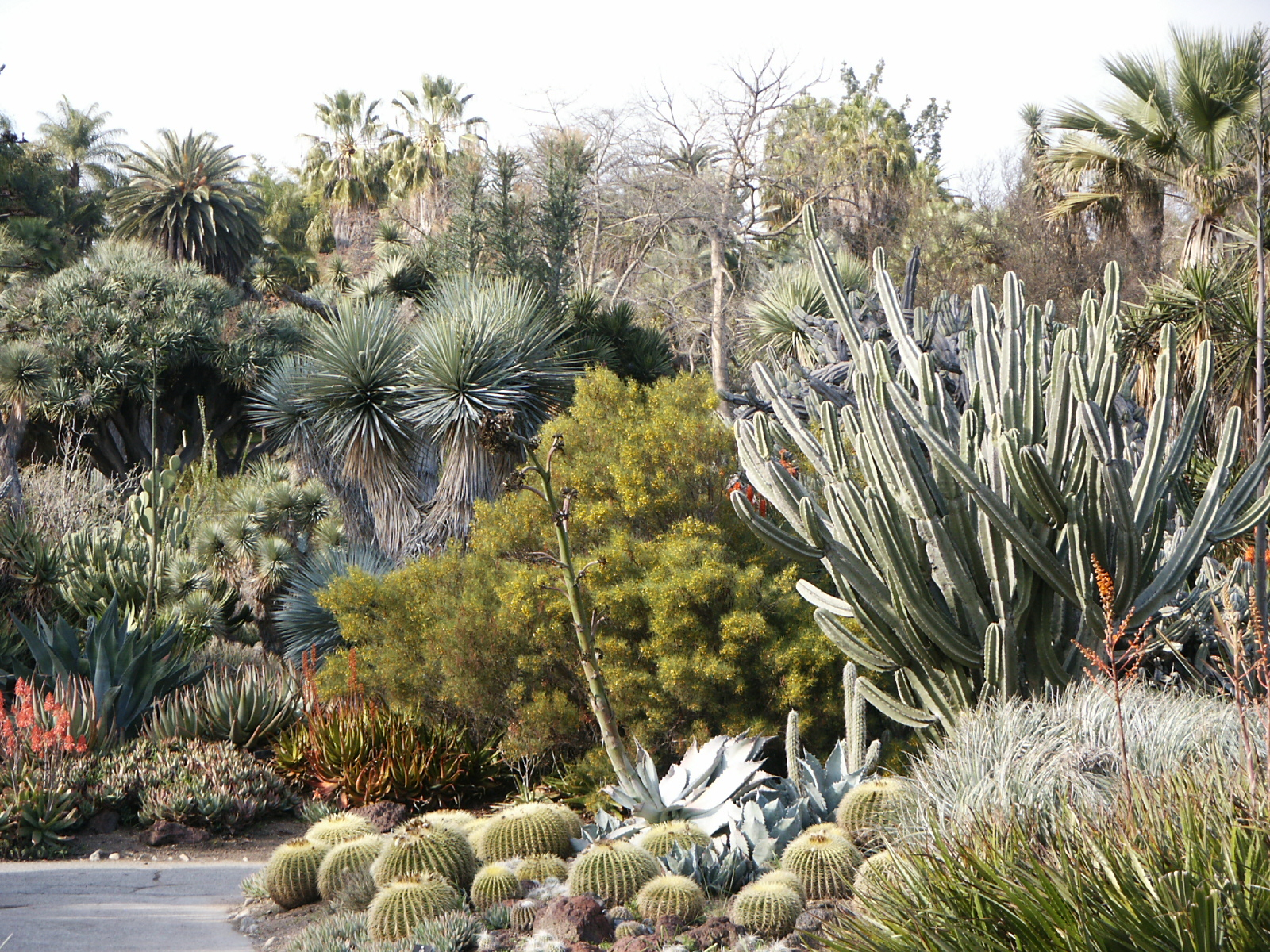
Les succulentes sont des végétaux adaptés pour survivre en contexte désertique ou à de longues périodes de sécheresse

La forêt joue un rôle essentiel pour le stockage, l'infiltration et le cycle de l'eau.
La forêt artificialisée a souvent été drainée et génétiquement très appauvrie. Les sécheresses importantes semblent avoir des impacts sanitaires mesurables sur les arbres jusque 10 ans après.
Par ailleurs, les sécheresses favorisent les incendies qui, s'ils sont fréquents, dégradent fortement les sols et les possibilités de régénération et de stockage de l'eau, notamment dans les zones sub-désertiques et sur les pentes où l'érosion est exacerbée.
La forêt primaire ou à haut degré de naturalité bénéficie d'une forte résilience. Les mousses, les tourbes, l'humus riche en champignons, formé à partir du bois mort et des excréments des organismes forestiers, les embâcles naturels et, en zone tempérée, les barrages de castors ont un fort pouvoir tampon. Cependant, la déforestation a un rôle dans la diminution des précipitations.
Lorsque les arbres sont dans leur optimum stationnel, ils disposent de stratégies d’évitement du stress hydrique face aux sécheresses non exceptionnelles. Les pins, par exemple, obturent précocement leurs stomates et, si la sécheresse perdure, ils émettent des hormones qui attirent des insectes défoliateurs, puis des scolytes qui tueront les arbres les plus vieux (qui évapotranspirent le plus) si la sécheresse perdure plus de deux ans. De la même façon, certains feuillus des zones tropicales sèches diminuent leur transpiration ou perdent leurs feuilles en saison sèche. Ceux des zones tempérées semblent moins capables de réguler seuls leur évapotranspiration ; certains perdent une partie de leurs feuilles, d'autres semblent capables d'attirer des défoliateurs en cas de stress aigu.
Par ailleurs, une forêt naturelle riche en biodiversité associe généralement des essences qui ont des zones de prospection racinaire variées, exploitant mieux les différentes nappes tant en période de haute eau que de sécheresse. Inversement, les monocultures, surtout équiennes, exploitent l'eau du sol à la même profondeur en exacerbant les effets des sécheresses, qui y sont beaucoup plus brutaux. C'est ainsi que les racines des arbres deviennent de plus en plus sèches et les arbres meurent à la suite d'une sécheresse.
Elles passent à la fois par des adaptations à la sécheresse, par une meilleure gestion de l'eau, et par une lutte contre les causes anthropiques de nombreux phénomènes d'aridification ou désertification, qui peut être de longs termes si l'on estime, conformément aux conclusions répétées du GIEC que le réchauffement climatique est bien en grande partie d'origine humaine.
De nombreuses solutions écotechniques sont proposées, notamment la restauration de la végétation et de l'humus détruit par les méthodes d'agriculture moderne, mais difficiles à mettre en œuvre (par exemple, les programmes de ceintures vertes ou boisement au Sahel ont souvent pâti de l'aggravation des sécheresses et de la faiblesse des moyens mis en œuvre, notamment pour la protection des arbres contre les chèvres et troupeaux). Des techniques utilisant mieux les ressources de la biodiversité et des essences pionnières locales (telles que développées par Akira Miyawaki) forçant les racines à s'enfoncer plus profondément (plantation dans un tuyau dégradable, avec arrosage initial déclenchant la remontée capillaire de l'eau profonde) ou des rétenseurs d'eau ont été efficacement testées mais sans développement à large échelle.
Les promoteurs des OGM arguent qu'on peut transformer des plantes pour les adapter à des sols secs et/ou salinisés mais leurs détracteurs mettent en avant le risque qu'elles y pompent le peu d'eau qui y restait, en augmentant la salinisation et en éliminant d'autres espèces encore présentes, au détriment de la faune et de l'ensemble de la biodiversité. Des recherches sont menées sur la tolérance de certaines plantes à l'aridité et une plate-forme de recherche spécialisée a été créée en France par l'INRA en 2012.
Des solutions techniques (dessalinisation d'eau de mer) existent aussi, mais elles sont coûteuses et ont parfois une forte empreinte écologique. Les grands programmes d'irrigation ont souvent généré en aval des conséquences désastreuses (pollution et baisse de niveau de la mer d'Aral, par exemple).

## Prospective

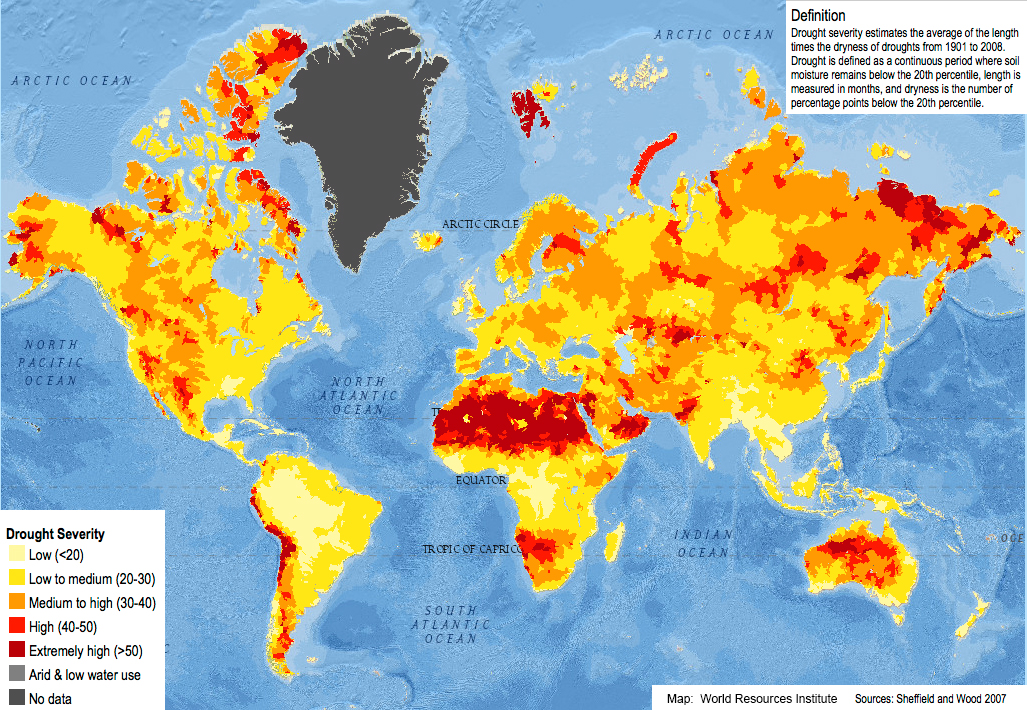
Cartographie de la sévérité moyenne des sécheresses dans le monde

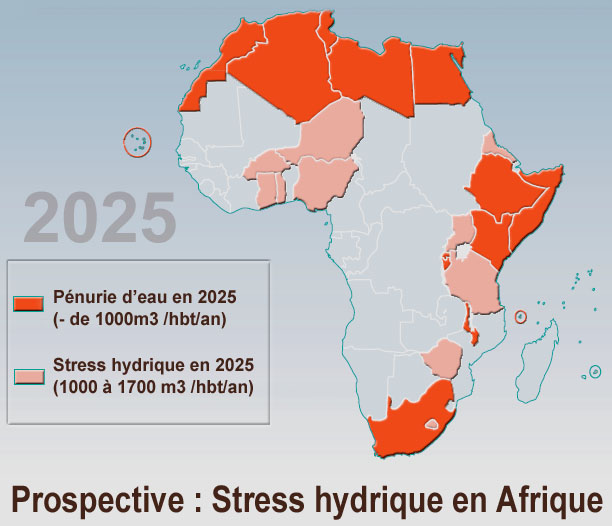
L'ONU estime qu'en 2025, 25 pays africains devraient souffrir d'aridité : pénurie d'eau ou stress hydrique

### Dans le monde
Pour décrire les sécheresses météorologiques, l'Organisation météorologique mondiale a recommandé en 2009 d'utiliser un indice standardisé SPI (Standardized Precipitation Index), traduisant une probabilité de précipitations. Cependant, la sécheresse peut aussi toucher, et de manière différentiée, les nappes et les sols qui abritent des processus écologiques importants.
Pour comprendre les effets d'éventuels manques d'eau dans le futur, il est utile de bien comprendre les mécanismes d'impacts des différents types de sécheresse. Un des moyens est d'étudier les effets des sécheresses récentes, assez bien documentées, pour permettre des modélisations fiables.
Les modèles disponibles indiquent tous que le dérèglement climatique va fortement influencer la pluviométrie globale et/ou saisonnière localement, ainsi que les débits des cours d'eau et l'alimentation de certaines nappes. Des sécheresses plus graves et fréquentes, avec incendies de forêts sont attendues dans les régions tempérées.
Si la tendance du réchauffement climatique reste semblable pour les décennies suivant 2020, les épisodes de chaleurs et, par le fait même, de sécheresse extrêmes seront de plus en plus courants en Europe.
Toutefois, une étude réalisée dans l'Est du Canada montre que le réchauffement climatique et l'augmentation en volume et en fréquence des précipitations au cours du vingtième siècle ne provoquent pas un impact significatif sur la sévérité des sécheresses estivales.
L'Accord de Paris sur le climat (2015) vise à ne pas dépasser +2 °C en 2100 (par rapport à l'ère pré-industrielle) et si possible plutôt 1,5 °C. Or un article de Nature Climate Change (2018), alerte sur le fait qu'un quart des terres émergées sera "considérablement" plus sec pour un réchauffement maintenu à moins de 2 °C en 2100 ; Si ce réchauffement est maintenu sous la barre de 1,5 °C, 75 % des sols qui auraient évolué vers l'aridification par le scénario +2 °C, seront épargnés (ils sont situés dans certaines zones du sud de l'Europe et de l'Afrique, certains territoires de l'Amérique centrale, de la côte australienne et de l'Asie du Sud-Est, zones qui accueillent plus de 20 % de la population mondiale de 2017)… alors que 8 à 10 % des autres terres s'assècheront.
En 2017 le scenario tendanciel conduit à +3 °C et à 2 °C dès 2052 ou 2070, soit 24 % à 32 % de terres devenues plus sèches, appauvries en biodiversité et moins résilientes.

### Prospective pour la France
L'organisme français de météorologie Météo-France a mis en œuvre en 2008 une rétro-modélisation, avec le projet Climsec, du climat récent (1958 à 2008) ; période incluant les trois sécheresses exceptionnelles (1976, 1989 et 2003) et d'autre part, un travail de prospective sur le risque de sécheresse jusque 2100, dont les objectifs sont de caractériser l’impact des modifications climatiques sur la ressource en eau et l'humidité des sols.
Dans ce cadre, une réanalyse atmosphérique a été faite avec un modèle dit SAFRAN, sur la base des archives hydrométéorologiques de 1958 à 2008. Le modèle ISBA, de Météo France simule les échanges d'eau et d'énergie entre la surface du sol, la végétation et les basses couches de l'atmosphère, alors qu'un autre modèle (MODCOU, de l'École des mines de Paris) simule les transferts eaux ↔ rivières et l'évolution des aquifères en croisant ces données avec un modèle des variations d'humidité des sols (reconstituées pour cette période).
Ces modèles ont permis une reconstitution des types principaux de sécheresse pouvant sévir en France :
1. déficit pluviométrique,
2. déficit hydrologique (étiage anormal et baisse des nappes),
3. sécheresse « agricole » (épuisement de la réserve en eau du sol superficiel).

Ceci a permis de faire des projections pour le XXIe siècle en matière d'impacts sur la ressource en eau et sur l'humidité des sols. Les projections laissent penser que dès le milieu du siècle (2050), des sécheresses inhabituelles (plus graves et plus longues) apparaîtront. Les effets les plus nettement aggravés (par rapport à aujourd’hui et par rapport au déficit pluviométrique) porteront sur les sols superficiels. À cette occasion, les climatologues ont produit deux nouveaux indices standardisés :
- un indice d’humidité des sols (SSWI – Standardized Soil Wetness Index), tenant compte de l'absorption d'eau par les végétaux et de la nature du sol,
- un indice hydrologique (SFI – Standardized Flow Index), fondé sur la climatologie des débits simulés.

La gravité des sécheresses passées (modélisées) peut être comparée pour des régions climatiquement hétérogènes grâce à ces indices. Selon ces indices :
- la sécheresse de 1976 a été plus grave concernant le manque de pluies mais en 1989, les sols ont encore plus souffert, et plus qu'en 2003 où les températures ont été plus élevées mais moins longuement ;
- selon le modèle, la durée de la déshydratation des sols superficiels est plus importante en Provence, en Pays de la Loire, dans le bassin parisien et les plaines d’Alsace et de Limagne qu'ailleurs en France métropolitaine ;
- sur la base des projections (scénarios A2, A1B, B1) du 4e rapport d’évaluation du GIEC (régionalisées par Météo France pour plusieurs régions), les sécheresses météorologiques (déficit de précipitations) et agricoles (déficit en eau des sols superficiels) devraient être légèrement plus fréquentes et plus graves (quelle que soit la saison) durant le 1er 1/3 du XXIe siècle. Vers 2050, « l’évolution du régime pluviométrique est encore peu sensible, mais l’assèchement des sols superficiels s’intensifie et des phénomènes inhabituels sur le plan de l'expansion spatiale et/ou de l'intensité commencent à apparaître sur toute la métropole. À partir des années 2080, des déficits pluviométriques plus forts apparaissent, notamment en été. Les sécheresses des sols superficiels pourraient alors devenir extrêmes sur la majeure partie du territoire, et quasiment sans retour à la situation normale (par comparaison au climat actuel) »[58],[59] ;
- les régions qui sont les plus humides au début de ce XXIe siècle (Nord-Ouest et Nord-Est notamment) pourraient connaître à la fin du siècle les sécheresses les plus marquées (par rapport au climat actuel)[60] ;
- proportionnellement, ce sont les « sécheresses des sols superficiels » qui s'aggraveront le plus (aggravées par l’évaporation qui augmente avec le réchauffement)[61].
- celle de 2023 s'annonce particulièrement dure, faisant naître également un Déni sur le réchauffement climatique actuel présent et à venir[62],[63],[64], le président Emmanuel Macron lui même étant accusé de ce discours, celui-ci annoncant une pause dans les réformes écologiques initialement présentée[65],[66].

### Informations sur la sécheresse
En France, des informations sur la sécheresse sont disponibles sur le site Internet Propluvia, qui permet de consulter les arrêtés de restriction d'eau.
Le site internet info-secheresse.fr permet de suivre les sécheresses à partir des données météorologiques, hydrologiques et hydrogéologiques. Il est mis à jour en continu tout en fournissant un historique des données pluviométriques et des cours d'eau sur les 30 dernières années. Le site est maintenu par la start-up ImaGeau, filiale de Saur et spécialiste de l’ingénierie en eau.
L'ONF mène des expériences pour renforcer la résistance des arbres à la sécheresse, en utilisant des hormones pour les entraîner à mieux retenir l'eau. L'objectif est de protéger les forêts face au changement climatique.